# 1001 películas que hay que ver antes de morir
1001 películas que hay que ver antes de morir es un libro de referencia de cine editado por Steven Jay Schneider, con ensayos originales sobre cada película, aportados por más de setenta críticos de cine. Es parte de una serie diseñada y producida por Quintessence Editions, una compañía con sede en Londres, y publicada en versiones en inglés por Cassell Illustrated (Reino Unido), ABC Books (la división editorial de Australian Broadcasting Corporation) y Barron's (EE. UU.). La primera edición fue publicada en el año 2003; la edición más reciente se publicó en el año 2019. Los colaboradores incluyen a Adrian Martin, Jonathan Rosenbaum, Richard Peña, David Stratton y Margaret Pomeranz.
Cada título está acompañado de una breve sinopsis y crítica, algunos con fotografías. Presentado de manera cronológica, la 7ª edición comienza con la película del director Georges Méliès Viaje a la Luna del año 1902 y termina en el año 2016 con Moonlight.
El libro ha sido muy popular en Australia, donde fue el séptimo libro de mayor venta en el país durante una semana en abril del año 2004 y fue promovido junto con la presentación de la corporación de radiodifusión australiana de la película especial de televisión llamada My Favourite Film.
El libro ha sido publicado en varios idiomas, incluyendo inglés, alemán, holandés, sueco, griego, noruego, finlandés, danés, portugués (edición brasileña y portuguesa), rumano, húngaro, francés, español, esloveno, croata, turco, estonio y polaco.

## Lista
De la 7ª edición, publicada en el año 2017.
| Películas (Edición de 2017) | Películas (Edición de 2017)                          | Películas (Edición de 2017)                        | Películas (Edición de 2017)                                            |
| Año                         | Título                                               | Director                                           | País                                                                   |
| --------------------------- | ---------------------------------------------------- | -------------------------------------------------- | ---------------------------------------------------------------------- |
| 1902                        | Viaje a la Luna                                      | Georges Méliès                                     | Francia                                                                |
| 1903                        | Asalto y robo de un tren                             | Edwin S. Porter                                    | Estados Unidos                                                         |
| 1915                        | El nacimiento de una nación                          | D. W. Griffith                                     | Estados Unidos                                                         |
| 1915                        | Les Vampires                                         | Louis Feuillade                                    | Francia                                                                |
| 1916                        | Intolerancia                                         | D. W. Griffith                                     | Estados Unidos                                                         |
| 1919                        | Lirios rotos                                         | D. W. Griffith                                     | Estados Unidos                                                         |
| 1920                        | El gabinete del doctor Caligari                      | Robert Wiene                                       | Alemania                                                               |
| 1920                        | Within Our Gates                                     | Oscar Micheaux                                     | Estados Unidos                                                         |
| 1921                        | Las dos huérfanas                                    | D. W. Griffith                                     | Estados Unidos                                                         |
| 1921                        | Körkarlen                                            | Victor Sjöström                                    | Suecia                                                                 |
| 1922                        | Dr. Mabuse, der Spieler-Ein Bild der Zeit            | Fritz Lang                                         | Alemania                                                               |
| 1922                        | Nanuk, el esquimal                                   | Robert J. Flaherty                                 | Estados Unidos                                                         |
| 1922                        | Nosferatu, eine Symphonie des Grauens                | F. W. Murnau                                       | Alemania                                                               |
| 1922                        | Häxan                                                | Benjamin Christensen                               | Suecia, Dinamarca                                                      |
| 1922                        | Esposas frívolas                                     | Erich von Stroheim                                 | Estados Unidos                                                         |
| 1923                        | La sonriente Madame Beudet                           | Germaine Dulac                                     | Francia                                                                |
| 1923                        | La ley de la hospitalidad                            | Buster Keaton                                      | Estados Unidos                                                         |
| 1923                        | La Roue                                              | Abel Gance                                         | Francia                                                                |
| 1924                        | Der Letzte Mann                                      | F. W. Murnau                                       | Alemania                                                               |
| 1924                        | El moderno Sherlock Holmes                           | Buster Keaton                                      | Estados Unidos                                                         |
| 1924                        | El gran silencio blanco                              | Herbert Ponting                                    | Reino Unido                                                            |
| 1924                        | Avaricia                                             | Erich von Stroheim                                 | Estados Unidos                                                         |
| 1924                        | El ladrón de Bagdad                                  | Raoul Walsh                                        | Estados Unidos                                                         |
| 1925                        | La huelga                                            | Serguéi Eisenstein                                 | Rusia (URSS)                                                           |
| 1925                        | The Eagle                                            | Clarence Brown                                     | Estados Unidos                                                         |
| 1925                        | El fantasma de la ópera                              | Rupert Julian                                      | Estados Unidos                                                         |
| 1925                        | El acorazado Potemkin                                | Serguéi Eisenstein                                 | Rusia (URSS)                                                           |
| 1925                        | La quimera del oro                                   | Charlie Chaplin                                    | Estados Unidos                                                         |
| 1925                        | El gran desfile                                      | King Vidor                                         | Estados Unidos                                                         |
| 1926                        | Las aventuras del príncipe Achmed                    | Lotte Reiniger                                     | Alemania                                                               |
| 1926                        | El maquinista de La General                          | Buster Keaton, Clyde Bruckman                      | Estados Unidos                                                         |
| 1927                        | Metrópolis                                           | Fritz Lang                                         | Alemania                                                               |
| 1927                        | Amanecer                                             | F. W. Murnau                                       | Estados Unidos                                                         |
| 1927                        | Garras humanas                                       | Tod Browning                                       | Estados Unidos                                                         |
| 1927                        | The Jazz Singer                                      | Alan Crosland                                      | Estados Unidos                                                         |
| 1927                        | Napoleón                                             | Abel Gance                                         | Francia, Italia, Alemania, España, Suecia, República Checa             |
| 1927                        | The Kid Brother                                      | Ted Wilde, J.A. Howe                               | Estados Unidos                                                         |
| 1928                        | Octubre                                              | Serguéi Eisenstein                                 | Rusia (URSS)                                                           |
| 1928                        | Y el mundo marcha                                    | King Vidor                                         | Estados Unidos                                                         |
| 1928                        | Los muelles de Nueva York                            | Josef von Sternberg                                | Estados Unidos                                                         |
| 1928                        | La pasión de Juana de Arco                           | Carl Theodor Dreyer                                | Francia                                                                |
| 1928                        | Steamboat Bill Jr.                                   | Charles Reisner                                    | Estados Unidos                                                         |
| 1928                        | Tempestad sobre Asia                                 | Vsévolod Pudovkin                                  | Rusia (URSS)                                                           |
| 1929                        | Un perro andaluz                                     | Luis Buñuel                                        | Francia                                                                |
| 1929                        | Prapancha Pash                                       | Franz Osten                                        | Reino Unido, India, Alemania                                           |
| 1929                        | El hombre de la cámara                               | Dziga Vértov                                       | Ucrania (URSS)                                                         |
| 1929                        | Die Büchse der Pandora                               | G. W. Pabst                                        | Alemania                                                               |
| 1929                        | Blackmail                                            | Alfred Hitchcock                                   | Reino Unido                                                            |
| 1930                        | La edad de oro                                       | Luis Buñuel                                        | Francia                                                                |
| 1930                        | Sin novedad en el frente                             | Lewis Milestone                                    | Estados Unidos                                                         |
| 1930                        | El ángel azul                                        | Josef von Sternberg                                | Alemania                                                               |
| 1930                        | Tierra                                               | Aleksandr Dovzhenko                                | Ucrania (URSS)                                                         |
| 1931                        | El pequeño César / Hampa dorada (Little Caesar)      | Mervyn LeRoy                                       | Estados Unidos                                                         |
| 1931                        | À nous la liberté                                    | René Clair                                         | Francia                                                                |
| 1931                        | Limite                                               | Mário Peixoto                                      | Brasil                                                                 |
| 1931                        | Tabú                                                 | F.W. Murnau                                        | Estados Unidos                                                         |
| 1931                        | Luces de la ciudad                                   | Charlie Chaplin                                    | Estados Unidos                                                         |
| 1931                        | Drácula                                              | Tod Browning                                       | Estados Unidos                                                         |
| 1931                        | Frankenstein                                         | Tod Browning                                       | Estados Unidos                                                         |
| 1931                        | El enemigo público                                   | William A. Wellman                                 | Estados Unidos                                                         |
| 1931                        | M                                                    | Fritz Lang                                         | Alemania                                                               |
| 1932                        | Vampyr                                               | Carl Theodor Dreyer                                | Alemania, Francia                                                      |
| 1932                        | Soy un fugitivo                                      | Mervyn LeRoy                                       | Estados Unidos                                                         |
| 1932                        | Boudu salvado de las aguas                           | Jean Renoir                                        | Francia                                                                |
| 1932                        | Ámame esta noche                                     | Rouben Mamoulian                                   | Estados Unidos                                                         |
| 1932                        | El expreso de Shanghai                               | Josef von Sternberg                                | Estados Unidos                                                         |
| 1932                        | Un ladrón en la alcoba                               | Ernst Lubitsch                                     | Estados Unidos                                                         |
| 1932                        | Scarface                                             | Howard Hawks                                       | Estados Unidos                                                         |
| 1932                        | Freaks                                               | Tod Browning                                       | Estados Unidos                                                         |
| 1933                        | La calle 42                                          | Lloyd Bacon                                        | Estados Unidos                                                         |
| 1933                        | Footlight parade                                     | Lloyd Bacon                                        | Estados Unidos                                                         |
| 1933                        | La amargura del general Yen                          | Frank Capra                                        | Estados Unidos                                                         |
| 1933                        | She Done Him Wrong                                   | Lowell Sherman                                     | Estados Unidos                                                         |
| 1933                        | Duck Soup                                            | Leo McCarey                                        | Estados Unidos                                                         |
| 1933                        | Zéro de conduite                                     | Jean Vigo                                          | Francia                                                                |
| 1933                        | Gold Diggers of 1933                                 | Mervyn LeRoy                                       | Estados Unidos                                                         |
| 1933                        | King Kong                                            | Merian C. Cooper, Ernest B. Schoedsack             | Estados Unidos                                                         |
| 1933                        | Las Hurdes, tierra sin pan                           | Luis Buñuel                                        | España                                                                 |
| 1933                        | Sons of the Desert                                   | William A. Seiter                                  | Estados Unidos                                                         |
| 1933                        | La reina Cristina de Suecia                          | Rouben Mamoulian                                   | Estados Unidos                                                         |
| 1934                        | It's a Gift                                          | Norman Z. McLeod                                   | Estados Unidos                                                         |
| 1934                        | La Diosa                                             | Wu Yonggang                                        | China                                                                  |
| 1934                        | It Happened One Night                                | Frank Capra                                        | Estados Unidos                                                         |
| 1934                        | L'Atalante                                           | Jean Vigo                                          | Francia                                                                |
| 1934                        | Satanás                                              | Edgar G. Ulmer                                     | Estados Unidos                                                         |
| 1934                        | La cena de los acusados                              | W. S. Van Dyke                                     | Estados Unidos                                                         |
| 1935                        | The 39 Steps                                         | Alfred Hitchcock                                   | Reino Unido                                                            |
| 1935                        | El triunfo de la voluntad                            | Leni Riefenstahl                                   | Alemania                                                               |
| 1935                        | Mutiny on the Bounty                                 | Frank Lloyd                                        | Estados Unidos                                                         |
| 1935                        | Una noche en la ópera                                | Sam Wood                                           | Estados Unidos                                                         |
| 1935                        | La novia de Frankenstein                             | James Whale                                        | Estados Unidos                                                         |
| 1935                        | El capitán Blood                                     | Michael Curtiz                                     | Estados Unidos                                                         |
| 1935                        | Sombrero de copa                                     | Mark Sandrich                                      | Estados Unidos                                                         |
| 1935                        | Peter Ibbetson                                       | Henry Hathaway                                     | Estados Unidos                                                         |
| 1936                        | Tiempos modernos                                     | Charlie Chaplin                                    | Estados Unidos                                                         |
| 1936                        | Swing Time                                           | George Stevens                                     | Estados Unidos                                                         |
| 1936                        | El secreto de vivir                                  | Frank Capra                                        | Estados Unidos                                                         |
| 1936                        | My Man Godfrey                                       | Gregory La Cava                                    | Estados Unidos                                                         |
| 1936                        | Le roman d'un tricheur                               | Sacha Guitry                                       | Francia                                                                |
| 1936                        | Camille                                              | George Cukor                                       | Estados Unidos                                                         |
| 1936                        | Things to Come                                       | William Cameron Menzies                            | Reino Unido                                                            |
| 1936                        | Dodsworth                                            | William Wyler                                      | Estados Unidos                                                         |
| 1936                        | Une partie de campagne                               | Jean Renoir                                        | Francia                                                                |
| 1937                        | The Awful Truth                                      | Leo McCarey                                        | Estados Unidos                                                         |
| 1937                        | Pépé le Moko                                         | Julien Duvivier                                    | Francia                                                                |
| 1937                        | Dejad paso al mañana                                 | Leo McCarey                                        | Estados Unidos                                                         |
| 1937                        | La gran ilusión                                      | Jean Renoir                                        | Francia                                                                |
| 1937                        | Stella Dallas                                        | King Vidor                                         | Estados Unidos                                                         |
| 1937                        | Canción de medianoche                                | Ma-Xu Weibang                                      | China                                                                  |
| 1937                        | Snow White and the Seven Dwarfs                      | David Hand                                         | Estados Unidos                                                         |
| 1937                        | Capitanes intrépidos                                 | Victor Fleming                                     | Estados Unidos                                                         |
| 1937                        | The Life of Emile Zola                               | William Dieterle                                   | Estados Unidos                                                         |
| 1938                        | The Adventures of Robin Hood                         | Michael Curtiz, William Keighley                   | Estados Unidos                                                         |
| 1938                        | Ángeles con caras sucias                             | Michael Curtiz                                     | Estados Unidos                                                         |
| 1938                        | Jezabel                                              | William Wyler                                      | Estados Unidos                                                         |
| 1938                        | El pan y el perdón                                   | Marcel Pagnol                                      | Francia                                                                |
| 1938                        | Bringing Up Baby                                     | Howard Hawks                                       | Estados Unidos                                                         |
| 1938                        | Olympia                                              | Leni Riefenstahl                                   | Alemania                                                               |
| 1938                        | The Lady Vanishes                                    | Alfred Hitchcock                                   | Reino Unido                                                            |
| 1939                        | Cumbres Borrascosas                                  | William Wyler                                      | Estados Unidos                                                         |
| 1939                        | Mr. Smith Goes to Washington                         | Frank Capra                                        | Estados Unidos                                                         |
| 1939                        | La diligencia                                        | John Ford                                          | Estados Unidos                                                         |
| 1939                        | Sólo los ángeles tienen alas                         | Howard Hawks                                       | Estados Unidos                                                         |
| 1939                        | Destry Rides Again                                   | George Marshall                                    | Estados Unidos                                                         |
| 1939                        | Lo que el viento se llevó                            | Victor Fleming                                     | Estados Unidos                                                         |
| 1939                        | Le jour se lève                                      | Marcel Carné                                       | Francia                                                                |
| 1939                        | Gunga Din                                            | George Stevens                                     | Estados Unidos                                                         |
| 1939                        | Ninotchka                                            | Ernst Lubitsch                                     | Estados Unidos                                                         |
| 1939                        | El mago de Oz                                        | Victor Fleming                                     | Estados Unidos                                                         |
| 1939                        | La regla del juego                                   | Jean Renoir                                        | Francia                                                                |
| 1939                        | Zangiku monogatari                                   | Kenji Mizoguchi                                    | Japón                                                                  |
| 1940                        | His Girl Friday                                      | Howard Hawks                                       | Estados Unidos                                                         |
| 1940                        | Fantasía                                             | Ben Sharpsteen                                     | Estados Unidos                                                         |
| 1940                        | Rebecca                                              | Alfred Hitchcock                                   | Estados Unidos                                                         |
| 1940                        | The Philadelphia Story                               | George Cukor                                       | Estados Unidos                                                         |
| 1940                        | The Grapes of Wrath                                  | John Ford                                          | Estados Unidos                                                         |
| 1940                        | La hora fatal                                        | Frank Borzage                                      | Estados Unidos                                                         |
| 1940                        | The Bank Dick                                        | Edward F. Cline                                    | Estados Unidos                                                         |
| 1940                        | Pinocho                                              | Ben Sharpsteen                                     | Estados Unidos                                                         |
| 1941                        | Citizen Kane                                         | Orson Welles                                       | Estados Unidos                                                         |
| 1941                        | Sergeant York                                        | Howard Hawks                                       | Estados Unidos                                                         |
| 1941                        | Las tres noches de Eva                               | Preston Sturges                                    | Estados Unidos                                                         |
| 1941                        | El hombre lobo                                       | George Waggner                                     | Estados Unidos                                                         |
| 1941                        | High Sierra                                          | Raoul Walsh                                        | Estados Unidos                                                         |
| 1941                        | ¡Qué verde era mi valle!                             | John Ford                                          | Estados Unidos                                                         |
| 1941                        | Los viajes de Sullivan                               | Preston Sturges                                    | Estados Unidos                                                         |
| 1941                        | El halcón maltés                                     | John Huston                                        | Estados Unidos                                                         |
| 1941                        | Dumbo                                                | Ben Sharpsteen                                     | Estados Unidos                                                         |
| 1942                        | Un marido rico                                       | Preston Sturges                                    | Estados Unidos                                                         |
| 1942                        | La extraña pasajera                                  | Irving Rapper                                      | Estados Unidos                                                         |
| 1942                        | Ser o no ser                                         | Ernst Lubitsch                                     | Estados Unidos                                                         |
| 1942                        | The Magnificent Ambersons                            | Orson Welles, Fred Fleck                           | Estados Unidos                                                         |
| 1942                        | Yankee Doodle Dandy                                  | Michael Curtiz                                     | Estados Unidos                                                         |
| 1942                        | La señora Miniver                                    | William Wyler                                      | Estados Unidos                                                         |
| 1942                        | Casablanca                                           | Michael Curtiz                                     | Estados Unidos                                                         |
| 1942                        | Cat People                                           | Jacques Tourneur                                   | Estados Unidos                                                         |
| 1943                        | Fires Were Started                                   | Humphrey Jennings                                  | Reino Unido                                                            |
| 1943                        | The Ox-Bow Incident                                  | William A. Wellman                                 | Estados Unidos                                                         |
| 1943                        | Coronel Blimp                                        | Michael Powell, Emeric Pressburger                 | Reino Unido                                                            |
| 1943                        | Meshes of the Afternoon                              | Maya Deren, Alexander Hammid                       | Estados Unidos                                                         |
| 1943                        | La Séptima Víctima                                   | Mark Robson                                        | Estados Unidos                                                         |
| 1943                        | The Man in Grey                                      | Leslie Arliss                                      | Reino Unido                                                            |
| 1943                        | La sombra de una duda                                | Alfred Hitchcock                                   | Estados Unidos                                                         |
| 1943                        | Obsesión                                             | Luchino Visconti                                   | Italia                                                                 |
| 1944                        | Laura                                                | Otto Preminger                                     | Estados Unidos                                                         |
| 1944                        | Meet Me in St. Louis                                 | Vincente Minnelli                                  | Estados Unidos                                                         |
| 1944                        | Tener y no tener                                     | Howard Hawks                                       | Estados Unidos                                                         |
| 1944                        | Gaslight                                             | George Cukor                                       | Estados Unidos                                                         |
| 1944                        | Enrique V                                            | Laurence Olivier                                   | Reino Unido                                                            |
| 1944                        | Double Indemnity                                     | Billy Wilder                                       | Estados Unidos                                                         |
| 1944                        | Murder, My Sweet                                     | Edward Dmytryk                                     | Estados Unidos                                                         |
| 1945                        | Iván el Terrible                                     | Serguéi Eisenstein                                 | Rusia (URSS)                                                           |
| 1945                        | Mildred Pierce                                       | Michael Curtiz                                     | Estados Unidos                                                         |
| 1945                        | Detour                                               | Edgar G. Ulmer                                     | Estados Unidos                                                         |
| 1945                        | I Know Where I'm Going!                              | Michael Powell, Emeric Pressburger                 | Reino Unido                                                            |
| 1945                        | Días sin huella                                      | Billy Wilder                                       | Estados Unidos                                                         |
| 1945                        | Les Enfants du paradis                               | Marcel Carné                                       | Francia                                                                |
| 1945                        | San Pietro                                           | John Huston                                        | Estados Unidos                                                         |
| 1945                        | Breve encuentro                                      | David Lean                                         | Reino Unido                                                            |
| 1945                        | Roma, ciudad abierta                                 | Roberto Rossellini                                 | Italia                                                                 |
| 1946                        | Los mejores años de nuestra vida                     | William Wyler                                      | Estados Unidos                                                         |
| 1946                        | Paisà                                                | Roberto Rossellini                                 | Italia                                                                 |
| 1946                        | El cartero siempre llama dos veces                   | Tay Garnett                                        | Estados Unidos                                                         |
| 1946                        | La bella y la bestia                                 | Jean Cocteau                                       | Francia                                                                |
| 1946                        | The Killers                                          | Robert Siodmak                                     | Estados Unidos                                                         |
| 1946                        | Qué bello es vivir                                   | Frank Capra                                        | Estados Unidos                                                         |
| 1946                        | The Big Sleep                                        | Howard Hawks                                       | Estados Unidos                                                         |
| 1946                        | Gilda                                                | Charles Vidor                                      | Estados Unidos                                                         |
| 1946                        | A Matter of Life and Death                           | Michael Powell, Emeric Pressburger                 | Reino Unido                                                            |
| 1946                        | Grandes esperanzas                                   | David Lean                                         | Reino Unido                                                            |
| 1946                        | Pasión de los fuertes                                | John Ford                                          | Estados Unidos                                                         |
| 1946                        | Notorious                                            | Alfred Hitchcock                                   | Estados Unidos                                                         |
| 1947                        | Narciso negro                                        | Michael Powell, Emeric Pressburger                 | Reino Unido                                                            |
| 1947                        | Out of the Past                                      | Jacques Tourneur                                   | Estados Unidos                                                         |
| 1947                        | Monsieur Verdoux                                     | Charlie Chaplin                                    | Estados Unidos                                                         |
| 1947                        | Larga es la noche                                    | Carol Reed                                         | Reino Unido                                                            |
| 1947                        | Secreto tras la puerta                               | Fritz Lang                                         | Estados Unidos                                                         |
| 1947                        | La dama de Shanghái                                  | Orson Welles                                       | Estados Unidos                                                         |
| 1948                        | Ladri di biciclette                                  | Vittorio De Sica                                   | Italia                                                                 |
| 1948                        | Carta de una desconocida                             | Max Ophüls                                         | Estados Unidos                                                         |
| 1948                        | La fuerza del mal                                    | Abraham Polonsky                                   | Estados Unidos                                                         |
| 1948                        | Primavera en un pueblo pequeño                       | Fei Mu                                             | China                                                                  |
| 1948                        | Río Rojo                                             | Howard Hawks                                       | Estados Unidos                                                         |
| 1948                        | The Paleface                                         | Norman Z. McLeod                                   | Estados Unidos                                                         |
| 1948                        | Nido de víboras                                      | Anatole Litvak                                     | Estados Unidos                                                         |
| 1948                        | Rope                                                 | Alfred Hitchcock                                   | Estados Unidos                                                         |
| 1948                        | Las zapatillas rojas                                 | Michael Powell, Emeric Pressburger                 | Reino Unido                                                            |
| 1948                        | El tesoro de Sierra Madre                            | John Huston                                        | Estados Unidos                                                         |
| 1948                        | Louisiana Story                                      | Robert J. Flaherty                                 | Estados Unidos                                                         |
| 1949                        | La costilla de Adán                                  | George Cukor                                       | Estados Unidos                                                         |
| 1949                        | The Reckless Moment                                  | Max Ophüls                                         | Estados Unidos                                                         |
| 1949                        | White Heat                                           | Raoul Walsh                                        | Estados Unidos                                                         |
| 1949                        | La heredera                                          | William Wyler                                      | Estados Unidos                                                         |
| 1949                        | El tercer hombre                                     | Carol Reed                                         | Reino Unido                                                            |
| 1949                        | Ocho sentencias de muerte                            | Robert Hamer                                       | Reino Unido                                                            |
| 1949                        | Whisky Galore!                                       | Alexander Mackendrick                              | Reino Unido                                                            |
| 1949                        | Un día en Nueva York                                 | Leonard Bernstein, Roger Edens                     | Estados Unidos                                                         |
| 1950                        | All About Eve                                        | Joseph L. Mankiewicz                               | Estados Unidos                                                         |
| 1950                        | The Asphalt Jungle                                   | John Huston                                        | Estados Unidos                                                         |
| 1950                        | El demonio de las armas                              | Joseph H. Lewis                                    | Estados Unidos                                                         |
| 1950                        | Orphée                                               | Jean Cocteau                                       | Francia                                                                |
| 1950                        | Rashômon                                             | Akira Kurosawa                                     | Japón                                                                  |
| 1950                        | Winchester '73                                       | Anthony Mann                                       | Estados Unidos                                                         |
| 1950                        | Río Grande                                           | John Ford                                          | Estados Unidos                                                         |
| 1950                        | Sunset Boulevard                                     | Billy Wilder                                       | Estados Unidos                                                         |
| 1950                        | Los olvidados                                        | Luis Buñuel                                        | México                                                                 |
| 1950                        | En un lugar solitario                                | Nicholas Ray                                       | Estados Unidos                                                         |
| 1951                        | El gran carnaval                                     | Billy Wilder                                       | Estados Unidos                                                         |
| 1951                        | The African Queen                                    | John Huston                                        | Estados Unidos                                                         |
| 1951                        | Un americano en París                                | Vincente Minnelli                                  | Estados Unidos                                                         |
| 1951                        | Strangers on a Train                                 | Alfred Hitchcock                                   | Estados Unidos                                                         |
| 1951                        | Un tranvía llamado Deseo                             | Elia Kazan                                         | Estados Unidos                                                         |
| 1951                        | Pandora y el holandés errante                        | Albert Lewin                                       | Reino Unido                                                            |
| 1951                        | A Place in the Sun                                   | George Stevens                                     | Estados Unidos                                                         |
| 1951                        | The Lavender Hill Mob                                | Charles Crichton                                   | Reino Unido                                                            |
| 1951                        | Diario de un cura rural                              | Robert Bresson                                     | Francia                                                                |
| 1951                        | The Day the Earth Stood Still                        | Robert Wise                                        | Estados Unidos                                                         |
| 1952                        | The Quiet Man                                        | John Ford                                          | Estados Unidos                                                         |
| 1952                        | Juegos prohibidos                                    | René Clément                                       | Francia                                                                |
| 1952                        | Europa '51                                           | Roberto Rossellini                                 | Italia                                                                 |
| 1952                        | Cantando bajo la lluvia                              | Gene Kelly, Stanley Donen                          | Estados Unidos                                                         |
| 1952                        | Cautivos del mal                                     | Vincente Minnelli                                  | Estados Unidos                                                         |
| 1952                        | Vivir                                                | Akira Kurosawa                                     | Japón                                                                  |
| 1952                        | Umberto D.                                           | Vittorio De Sica                                   | Italia                                                                 |
| 1952                        | High Noon                                            | Fred Zinnemann                                     | Estados Unidos                                                         |
| 1952                        | La carroza de oro                                    | Jean Renoir                                        | Italia, Francia                                                        |
| 1953                        | Un verano con Mónica                                 | Ingmar Bergman                                     | Suecia                                                                 |
| 1953                        | Pickup on South Street                               | Samuel Fuller                                      | Estados Unidos                                                         |
| 1953                        | The Band Wagon                                       | Vincente Minnelli                                  | Estados Unidos                                                         |
| 1953                        | Las vacaciones del Sr. Hulot                         | Jacques Tati                                       | Francia                                                                |
| 1953                        | Madame de...                                         | Max Ophüls                                         | Francia, Italia                                                        |
| 1953                        | El salario del miedo                                 | Henri-Georges Clouzot                              | Francia, Italia                                                        |
| 1953                        | El bígamo                                            | Ida Lupino                                         | Estados Unidos                                                         |
| 1953                        | The Naked Spur                                       | Anthony Mann                                       | Estados Unidos                                                         |
| 1953                        | Tôkyô monogatari                                     | Yasujirō Ozu                                       | Japón                                                                  |
| 1953                        | De aquí a la eternidad                               | Fred Zinnemann                                     | Estados Unidos                                                         |
| 1953                        | Los cuentos de la luna pálida                        | Kenji Mizoguchi                                    | Japón                                                                  |
| 1953                        | Shane                                                | George Stevens                                     | Estados Unidos                                                         |
| 1953                        | Gentlemen Prefer Blondes                             | Howard Hawks                                       | Estados Unidos                                                         |
| 1953                        | Roman Holiday                                        | William Wyler                                      | Estados Unidos                                                         |
| 1953                        | Los sobornados                                       | Fritz Lang                                         | Estados Unidos                                                         |
| 1954                        | Viaggio in Italia                                    | Roberto Rossellini                                 | Francia, Italia                                                        |
| 1954                        | On the Waterfront                                    | Elia Kazan                                         | Estados Unidos                                                         |
| 1954                        | La Strada                                            | Federico Fellini                                   | Italia                                                                 |
| 1954                        | A Star Is Born                                       | George Cukor                                       | Estados Unidos                                                         |
| 1954                        | La ventana indiscreta                                | Alfred Hitchcock                                   | Estados Unidos                                                         |
| 1954                        | Senso                                                | Luchino Visconti                                   | Italia                                                                 |
| 1954                        | Silver Lode                                          | Allan Dwan                                         | Estados Unidos                                                         |
| 1954                        | La condesa descalza                                  | Joseph L. Mankiewicz                               | Estados Unidos, Italia                                                 |
| 1954                        | Los siete samuráis                                   | Akira Kurosawa                                     | Japón                                                                  |
| 1954                        | El intendente Sansho                                 | Kenji Mizoguchi                                    | Japón                                                                  |
| 1954                        | Carmen Jones                                         | Otto Preminger                                     | Estados Unidos                                                         |
| 1954                        | Johnny Guitar                                        | Nicholas Ray                                       | Estados Unidos                                                         |
| 1954                        | La sal de la tierra                                  | Herbert J. Biberman                                | Estados Unidos                                                         |
| 1955                        | Solo el cielo lo sabe                                | Douglas Sirk                                       | Estados Unidos                                                         |
| 1955                        | Conspiración de silencio                             | John Sturges                                       | Estados Unidos                                                         |
| 1955                        | Las diabólicas                                       | Henri-Georges Clouzot                              | Francia                                                                |
| 1955                        | Lola Montès                                          | Max Ophüls                                         | Francia, Alemania                                                      |
| 1955                        | Pather Panchali                                      | Satyajit Ray                                       | India                                                                  |
| 1955                        | La palabra                                           | Carl Theodor Dreyer                                | Dinamarca                                                              |
| 1955                        | Marty                                                | Delbert Mann                                       | Estados Unidos                                                         |
| 1955                        | Artistas y modelos                                   | Frank Tashlin                                      | Estados Unidos                                                         |
| 1955                        | Rebelde sin causa                                    | Nicholas Ray                                       | Estados Unidos                                                         |
| 1955                        | Les maîtres fous                                     | Jean Rouch                                         | Estados Unidos                                                         |
| 1955                        | Giv'a 24 Eina Ona                                    | Thorold Dickinson                                  | Israel                                                                 |
| 1955                        | The Phenix City Story                                | Phil Karlson                                       | Estados Unidos                                                         |
| 1955                        | El hombre del brazo de oro                           | Otto Preminger                                     | Estados Unidos                                                         |
| 1955                        | Kiss Me Deadly                                       | Robert Aldrich                                     | Estados Unidos                                                         |
| 1955                        | Guys and Dolls                                       | Joseph L. Mankiewicz                               | Estados Unidos                                                         |
| 1955                        | La noche del cazador                                 | Charles Laughton                                   | Estados Unidos                                                         |
| 1955                        | The Ladykillers                                      | Alexander Mackendrick                              | Reino Unido                                                            |
| 1955                        | Oklahoma!                                            | Fred Zinnemann                                     | Estados Unidos                                                         |
| 1955                        | Sonrisas de una noche de verano                      | Ingmar Bergman                                     | Suecia                                                                 |
| 1956                        | Noche y niebla                                       | Alain Resnais                                      | Francia                                                                |
| 1956                        | Bob, le flambeur                                     | Jean-Pierre Melville                               | Francia                                                                |
| 1956                        | Los diez mandamientos                                | Cecil B. DeMille                                   | Estados Unidos                                                         |
| 1956                        | The Searchers                                        | John Ford                                          | Estados Unidos                                                         |
| 1956                        | El arpa birmana                                      | Kon Ichikawa                                       | Japón                                                                  |
| 1956                        | Planeta prohibido                                    | Fred M. Wilcox                                     | Estados Unidos                                                         |
| 1956                        | Escrito sobre el viento                              | Douglas Sirk                                       | Estados Unidos                                                         |
| 1956                        | Un condenado a muerte se ha escapado                 | Robert Bresson                                     | Francia                                                                |
| 1956                        | Bigger Than Life                                     | Nicholas Ray                                       | Estados Unidos                                                         |
| 1956                        | Invasion of the Body Snatchers                       | Don Siegel                                         | Estados Unidos                                                         |
| 1956                        | Gigante                                              | George Stevens                                     | Estados Unidos                                                         |
| 1956                        | The Wrong Man                                        | Alfred Hitchcock                                   | Estados Unidos                                                         |
| 1956                        | Alta sociedad                                        | Charles Walters                                    | Estados Unidos                                                         |
| 1956                        | Aparajito                                            | Satyajit Ray                                       | India                                                                  |
| 1957                        | 12 Angry Men                                         | Sidney Lumet                                       | Estados Unidos                                                         |
| 1957                        | Trono de sangre                                      | Akira Kurosawa                                     | Japón                                                                  |
| 1957                        | Paths of Glory                                       | Stanley Kubrick                                    | Estados Unidos                                                         |
| 1957                        | An Affair to Remember                                | Leo McCarey                                        | Estados Unidos                                                         |
| 1957                        | El séptimo sello                                     | Ingmar Bergman                                     | Suecia                                                                 |
| 1957                        | Smultronstället                                      | Ingmar Bergman                                     | Suecia                                                                 |
| 1957                        | The Incredible Shrinking Man                         | Jack Arnold                                        | Estados Unidos                                                         |
| 1957                        | Duelo de titanes                                     | John Sturges                                       | Estados Unidos                                                         |
| 1957                        | Las noches de Cabiria                                | Federico Fellini                                   | Italia, Francia                                                        |
| 1957                        | Cuando pasan las cigüeñas                            | Mijaíl Kalatózov                                   | Rusia (URSS)                                                           |
| 1957                        | El puente sobre el río Kwai                          | David Lean                                         | Reino Unido                                                            |
| 1957                        | Sweet Smell of Success                               | Alexander Mackendrick                              | Estados Unidos                                                         |
| 1957                        | Madre India                                          | Mehboob Khan                                       | India                                                                  |
| 1958                        | Cenizas y diamantes                                  | Andrzej Wajda                                      | Polonia                                                                |
| 1958                        | Cairo Station                                        | Youssef Chahine                                    | Egipto                                                                 |
| 1958                        | Touch of Evil                                        | Orson Welles                                       | Estados Unidos                                                         |
| 1958                        | Gigi                                                 | Vincente Minnelli                                  | Estados Unidos                                                         |
| 1958                        | Fugitivos                                            | Stanley Kramer                                     | Estados Unidos                                                         |
| 1958                        | El hombre del oeste                                  | Anthony Mann                                       | Estados Unidos                                                         |
| 1958                        | Vertigo                                              | Alfred Hitchcock                                   | Estados Unidos                                                         |
| 1958                        | Jalsaghar                                            | Satyajit Ray                                       | India                                                                  |
| 1958                        | Mi tío                                               | Jacques Tati                                       | Francia, Italia                                                        |
| 1958                        | Como un torrente                                     | Vincente Minnelli                                  | Estados Unidos                                                         |
| 1958                        | Dracula                                              | Terence Fisher                                     | Reino Unido                                                            |
| 1959                        | Los 400 golpes                                       | François Truffaut                                  | Francia                                                                |
| 1959                        | Anatomía de un asesinato                             | Otto Preminger                                     | Estados Unidos                                                         |
| 1959                        | Apur Sansar                                          | Satyajit Ray                                       | India                                                                  |
| 1959                        | Some Like It Hot                                     | Billy Wilder                                       | Estados Unidos                                                         |
| 1959                        | North by Northwest                                   | Alfred Hitchcock                                   | Estados Unidos                                                         |
| 1959                        | Pickpocket                                           | Robert Bresson                                     | Francia                                                                |
| 1959                        | Hiroshima mon amour                                  | Alain Resnais                                      | Francia                                                                |
| 1959                        | Ride Lonesome                                        | Budd Boetticher                                    | Estados Unidos                                                         |
| 1959                        | Orfeo negro                                          | Marcel Camus                                       | Francia, Brasil                                                        |
| 1959                        | Ben-Hur                                              | William Wyler                                      | Estados Unidos                                                         |
| 1959                        | Shadows                                              | John Cassavetes                                    | Estados Unidos                                                         |
| 1959                        | Río Bravo                                            | Howard Hawks                                       | Estados Unidos                                                         |
| 1959                        | La hierba errante                                    | Yasujirō Ozu                                       | Japón                                                                  |
| 1960                        | À bout de souffle                                    | Jean-Luc Godard                                    | Francia                                                                |
| 1960                        | La aventura                                          | Michelangelo Antonioni                             | Italia, Francia                                                        |
| 1960                        | The Apartment                                        | Billy Wilder                                       | Estados Unidos                                                         |
| 1960                        | Les yeux sans visage                                 | Georges Franju                                     | Francia, Italia                                                        |
| 1960                        | Saturday Night and Sunday Morning                    | Karel Reisz                                        | Reino Unido                                                            |
| 1960                        | La dolce vita                                        | Federico Fellini                                   | Italia, Francia                                                        |
| 1960                        | La evasión                                           | Jacques Becker                                     | Francia, Italia                                                        |
| 1960                        | Rocco y sus hermanos                                 | Luchino Visconti                                   | Italia                                                                 |
| 1960                        | Espartaco                                            | Stanley Kubrick                                    | Estados Unidos                                                         |
| 1960                        | The Housemaid                                        | Kim Ki-young                                       | Corea del Sur                                                          |
| 1960                        | Meghe Dhaka Tara                                     | Ritwik Ghatak                                      | India                                                                  |
| 1960                        | Psicosis                                             | Alfred Hitchcock                                   | Estados Unidos                                                         |
| 1960                        | Tirez sur le pianiste                                | François Truffaut                                  | Francia                                                                |
| 1960                        | Peeping Tom                                          | Michael Powell                                     | Reino Unido                                                            |
| 1960                        | Black Sunday                                         | Mario Bava                                         | Italia                                                                 |
| 1961                        | Esplendor en la hierba                               | Elia Kazan                                         | Estados Unidos                                                         |
| 1961                        | Viridiana                                            | Luis Buñuel                                        | España, México                                                         |
| 1961                        | Breakfast at Tiffany's                               | Blake Edwards                                      | Estados Unidos                                                         |
| 1961                        | Lola                                                 | Jacques Demy                                       | Francia, Italia                                                        |
| 1961                        | The Exiles                                           | Kent Mackenzie                                     | Estados Unidos                                                         |
| 1961                        | La noche                                             | Michelangelo Antonioni                             | Italia, Francia                                                        |
| 1961                        | West Side Story                                      | Robert Wise, Jerome Robbins                        | Estados Unidos                                                         |
| 1961                        | The Hustler                                          | Robert Rossen                                      | Estados Unidos                                                         |
| 1961                        | The Ladies Man                                       | Jerry Lewis                                        | Estados Unidos                                                         |
| 1961                        | Såsom i en spegel                                    | Ingmar Bergman                                     | Suecia                                                                 |
| 1961                        | Chronique d'un été                                   | Jean Rouch, Edgar Morin                            | Francia                                                                |
| 1961                        | El año pasado en Marienbad                           | Alain Resnais                                      | Francia, Italia                                                        |
| 1962                        | The Longest Day                                      | Ken Annakin, Andrew Marton, Bernhard Wicki         | Estados Unidos                                                         |
| 1962                        | Sanma no aji                                         | Yasujirō Ozu                                       | Japón                                                                  |
| 1962                        | Vivir su vida                                        | Jean-Luc Godard                                    | Francia                                                                |
| 1962                        | Cleo de 5 a 7                                        | Agnès Varda                                        | Francia, Italia                                                        |
| 1962                        | Lolita                                               | Stanley Kubrick                                    | Estados Unidos, Reino Unido                                            |
| 1962                        | The Man Who Shot Liberty Valance                     | John Ford                                          | Estados Unidos                                                         |
| 1962                        | Heaven and Earth Magic                               | Harry Everett Smith                                | Estados Unidos                                                         |
| 1962                        | Lawrence de Arabia                                   | David Lean                                         | Reino Unido                                                            |
| 1962                        | To Kill a Mockingbird                                | Robert Mulligan                                    | Estados Unidos                                                         |
| 1962                        | El pagador de promesas                               | Anselmo Duarte                                     | Brasil, Portugal                                                       |
| 1962                        | El eclipse                                           | Michelangelo Antonioni                             | Italia, Francia                                                        |
| 1962                        | Mondo cane                                           | Paolo Cavara, Franco Prosperi, Gualtiero Jacopetti | Italia                                                                 |
| 1962                        | El ángel exterminador                                | Luis Buñuel                                        | México                                                                 |
| 1962                        | Jules y Jim                                          | François Truffaut                                  | Francia                                                                |
| 1962                        | The Manchurian Candidate                             | John Frankenheimer                                 | Estados Unidos                                                         |
| 1962                        | What Ever Happened to Baby Jane?                     | Robert Aldrich                                     | Estados Unidos                                                         |
| 1963                        | 8½                                                   | Federico Fellini                                   | Italia, Francia                                                        |
| 1963                        | Los pájaros                                          | Alfred Hitchcock                                   | Estados Unidos                                                         |
| 1963                        | Pasazerka                                            | Andrzej Munk                                       | Polonia                                                                |
| 1963                        | El sirviente                                         | Joseph Losey                                       | Reino Unido                                                            |
| 1963                        | Flaming Creatures                                    | Jack Smith                                         | Estados Unidos                                                         |
| 1963                        | La casa es negra                                     | Forough Farrokhzad                                 | Irán                                                                   |
| 1963                        | Hud                                                  | Martin Ritt                                        | Estados Unidos                                                         |
| 1963                        | El gatopardo                                         | Luchino Visconti                                   | Italia, Francia                                                        |
| 1963                        | Vidas Secas                                          | Nelson Pereira dos Santos                          | Brasil                                                                 |
| 1963                        | Shock Corridor                                       | Samuel Fuller                                      | Estados Unidos                                                         |
| 1963                        | El desprecio                                         | Jean-Luc Godard                                    | Francia, Italia                                                        |
| 1963                        | Blonde Cobra                                         | Ken Jacobs                                         | Estados Unidos                                                         |
| 1963                        | The Cool World                                       | Shirley Clarke                                     | Estados Unidos                                                         |
| 1963                        | El profesor chiflado                                 | Jerry Lewis                                        | Estados Unidos                                                         |
| 1963                        | The Great Escape                                     | John Sturges                                       | Estados Unidos                                                         |
| 1963                        | Méditerranée                                         | Jean-Daniel Pollet                                 | Francia                                                                |
| 1963                        | La venganza de un actor                              | Kon Ichikawa                                       | Japón                                                                  |
| 1963                        | The Haunting                                         | Robert Wise                                        | Reino Unido                                                            |
| 1964                        | Dog Star Man                                         | Stan Brakhage                                      | Estados Unidos                                                         |
| 1964                        | Goldfinger                                           | Guy Hamilton                                       | Reino Unido                                                            |
| 1964                        | My Fair Lady                                         | George Cukor                                       | Estados Unidos                                                         |
| 1964                        | El desierto rojo                                     | Michelangelo Antonioni                             | Italia, Francia                                                        |
| 1964                        | La mujer de la arena                                 | Hiroshi Teshigahara                                | Japón                                                                  |
| 1964                        | Marnie                                               | Alfred Hitchcock                                   | Estados Unidos                                                         |
| 1964                        | The Masque of the Red Death                          | Roger Corman                                       | Reino Unido                                                            |
| 1964                        | Prima della rivoluzione                              | Bernardo Bertolucci                                | Italia                                                                 |
| 1964                        | Dr. Strangelove                                      | Stanley Kubrick                                    | Reino Unido                                                            |
| 1964                        | Deus e o Diabo na Terra do Sol                       | Glauber Rocha                                      | Brasil                                                                 |
| 1964                        | A Hard Day's Night                                   | Richard Lester                                     | Reino Unido                                                            |
| 1964                        | Los paraguas de Cherburgo                            | Jacques Demy                                       | Francia, Alemania                                                      |
| 1964                        | Gertrud                                              | Carl Theodor Dreyer                                | Dinamarca                                                              |
| 1964                        | Mary Poppins                                         | Robert Stevenson                                   | Estados Unidos                                                         |
| 1964                        | Onibaba                                              | Kaneto Shindo                                      | Japón                                                                  |
| 1964                        | El Evangelio según San Mateo                         | Pier Paolo Pasolini                                | Francia, Italia                                                        |
| 1965                        | La sombra de nuestros antepasados olvidados          | Serguéi Paradzhánov                                | Ucrania (URSS)                                                         |
| 1965                        | Scorpio Rising                                       | Kenneth Anger                                      | Estados Unidos                                                         |
| 1965                        | Alphaville                                           | Jean-Luc Godard                                    | Francia, Italia                                                        |
| 1965                        | La tienda de la Calle Mayor                          | Ján Kadár, Elmar Klos                              | República Checa, Eslovaquia (Checoslovaquia)                           |
| 1965                        | Doctor Zhivago                                       | David Lean                                         | Estados Unidos                                                         |
| 1965                        | The War Game                                         | Peter Watkins                                      | Reino Unido                                                            |
| 1965                        | Tôkyô Orinpikku                                      | Kon Ichikawa                                       | Japón                                                                  |
| 1965                        | Giulietta de los espíritus                           | Federico Fellini                                   | Italia, Francia, Alemania                                              |
| 1965                        | The Sound of Music                                   | Robert Wise                                        | Estados Unidos                                                         |
| 1965                        | Campanadas a medianoche                              | Orson Welles                                       | España, Suecia                                                         |
| 1965                        | Faster, Pussycat! Kill! Kill!                        | Russ Meyer                                         | Estados Unidos                                                         |
| 1965                        | Vinyl                                                | Andy Warhol                                        | Estados Unidos                                                         |
| 1965                        | El manuscrito encontrado en Zaragoza                 | Wojciech Jerzy Has                                 | Polonia                                                                |
| 1965                        | Repulsión                                            | Roman Polanski                                     | Reino Unido                                                            |
| 1965                        | Pierrot el loco                                      | Jean-Luc Godard                                    | Francia, Italia                                                        |
| 1965                        | Subarnarekha                                         | Ritwik Ghatak                                      | India                                                                  |
| 1966                        | La gran juerga                                       | Gérard Oury                                        | Francia, Reino Unido                                                   |
| 1966                        | Andréi Rubliov                                       | Andréi Tarkovski                                   | Rusia (URSS)                                                           |
| 1966                        | Al azar de Baltasar                                  | Robert Bresson                                     | Francia, Suecia                                                        |
| 1966                        | La batalla de Argel                                  | Gillo Pontecorvo                                   | Argelia, Italia                                                        |
| 1966                        | De man die zijn haar kort liet knippen               | André Delvaux                                      | Bélgica                                                                |
| 1966                        | Hold Me While I'm Naked                              | George Kuchar                                      | Estados Unidos                                                         |
| 1966                        | Who's Afraid of Virginia Woolf?                      | Mike Nichols                                       | Estados Unidos                                                         |
| 1966                        | Deseo de una mañana de verano                        | Michelangelo Antonioni                             | Reino Unido, Italia                                                    |
| 1966                        | Las margaritas                                       | Věra Chytilová                                     | República Checa (Checoslovaquia)                                       |
| 1966                        | Da zui xia                                           | King Hu                                            | Hong Kong                                                              |
| 1966                        | Seconds                                              | John Frankenheimer                                 | Estados Unidos                                                         |
| 1966                        | Il buono, il brutto, il cattivo                      | Sergio Leone                                       | Italia, España                                                         |
| 1966                        | Persona                                              | Ingmar Bergman                                     | Suecia                                                                 |
| 1966                        | Masculin féminin                                     | Jean-Luc Godard                                    | Francia, Suecia                                                        |
| 1966                        | Trenes rigurosamente vigilados                       | Jiří Menzel                                        | República Checa (Checoslovaquia)                                       |
| 1967                        | Report                                               | Bruce Conner                                       | Estados Unidos                                                         |
| 1967                        | Dos o tres cosas que yo sé de ella                   | Jean-Luc Godard                                    | Francia                                                                |
| 1967                        | Belle de jour                                        | Luis Buñuel                                        | Francia, Italia                                                        |
| 1967                        | La leyenda del indomable                             | Stuart Rosenberg                                   | Estados Unidos                                                         |
| 1967                        | Playtime                                             | Jacques Tati                                       | Francia, Italia                                                        |
| 1967                        | Csillagosok, katonák                                 | Miklós Jancsó                                      | Hungría, Rusia (URSS)                                                  |
| 1967                        | El graduado                                          | Mike Nichols                                       | Estados Unidos                                                         |
| 1967                        | A quemarropa                                         | John Boorman                                       | Estados Unidos                                                         |
| 1967                        | Las señoritas de Rochefort                           | Jacques Demy                                       | Francia                                                                |
| 1967                        | Week-end                                             | Jean-Luc Godard                                    | Francia, Italia                                                        |
| 1967                        | El silencio de un hombre                             | Jean-Pierre Melville                               | Francia, Italia                                                        |
| 1967                        | Wavelength                                           | Michael Snow                                       | Estados Unidos, Canadá                                                 |
| 1967                        | Terra em Transe                                      | Glauber Rocha                                      | Brasil                                                                 |
| 1967                        | In the Heat of the Night                             | Norman Jewison                                     | Estados Unidos                                                         |
| 1967                        | Marketa Lazarová                                     | František Vláčil                                   | República Checa, Eslovaquia (Checoslovaquia)                           |
| 1967                        | ¡Al fuego, bomberos!                                 | Miloš Forman                                       | República Checa (Checoslovaquia), Italia                               |
| 1967                        | El libro de la selva                                 | Wolfgang Reitherman                                | Estados Unidos                                                         |
| 1967                        | Bonnie y Clyde                                       | Arthur Penn                                        | Estados Unidos                                                         |
| 1967                        | Viy                                                  | Konstantín Yershov, Gueorgui Kropachov             | Rusia (URSS)                                                           |
| 1967                        | David Holzman's Diary                                | Jim McBride                                        | Estados Unidos                                                         |
| 1967                        | Los productores                                      | Mel Brooks                                         | Estados Unidos                                                         |
| 1968                        | 2001: A Space Odyssey                                | Stanley Kubrick                                    | Reino Unido                                                            |
| 1968                        | C'era una volta il West                              | Sergio Leone                                       | Estados Unidos                                                         |
| 1968                        | Faces                                                | John Cassavetes                                    | Estados Unidos                                                         |
| 1968                        | El planeta de los simios                             | Franklin J. Schaffner                              | Estados Unidos                                                         |
| 1968                        | Rosemary's Baby                                      | Roman Polanski                                     | Estados Unidos                                                         |
| 1968                        | If....                                               | Lindsay Anderson                                   | Reino Unido                                                            |
| 1968                        | Memorias del subdesarrollo                           | Tomás Gutiérrez Alea                               | Cuba                                                                   |
| 1968                        | High School                                          | Frederick Wiseman                                  | Estados Unidos                                                         |
| 1968                        | La hora del lobo                                     | Ingmar Bergman                                     | Suecia                                                                 |
| 1968                        | La noche de los muertos vivientes                    | George A. Romero                                   | Estados Unidos                                                         |
| 1968                        | Targets                                              | Peter Bogdanovich                                  | Estados Unidos                                                         |
| 1968                        | Skammen                                              | Ingmar Bergman                                     | Suecia                                                                 |
| 1968                        | El color de la granada                               | Serguéi Paradzhánov                                | Armenia (URSS)                                                         |
| 1968                        | Lucía                                                | Humberto Solás                                     | Cuba                                                                   |
| 1968                        | In the Year of the Pig                               | Emile de Antonio                                   | Estados Unidos                                                         |
| 1969                        | La vaca                                              | Dariush Mehrjui                                    | Irán                                                                   |
| 1969                        | Z                                                    | Costa-Gavras                                       | Francia, Argelia                                                       |
| 1969                        | Satiricón                                            | Federico Fellini                                   | Italia                                                                 |
| 1969                        | Midnight Cowboy                                      | John Schlesinger                                   | Estados Unidos                                                         |
| 1969                        | Butch Cassidy and the Sundance Kid                   | George Roy Hill                                    | Estados Unidos                                                         |
| 1969                        | Easy Rider                                           | Dennis Hopper                                      | Estados Unidos                                                         |
| 1969                        | Kes                                                  | Ken Loach                                          | Reino Unido                                                            |
| 1969                        | The Wild Bunch                                       | Sam Peckinpah                                      | Estados Unidos                                                         |
| 1969                        | Mi noche con Maud                                    | Éric Rohmer                                        | Francia                                                                |
| 1969                        | Le chagrin et la pitié                               | Marcel Ophüls                                      | Francia, Alemania, Suecia                                              |
| 1970                        | Tristana                                             | Luis Buñuel                                        | Francia, Italia, España                                                |
| 1970                        | El conformista                                       | Bernardo Bertolucci                                | Italia, Francia                                                        |
| 1970                        | Le boucher                                           | Claude Chabrol                                     | Francia                                                                |
| 1970                        | El topo                                              | Alejandro Jodorowsky                               | México                                                                 |
| 1970                        | Mi vida es mi vida                                   | Bob Rafelson                                       | Estados Unidos                                                         |
| 1970                        | Deep End                                             | Jerzy Skolimowski                                  | Reino Unido, Polonia, Alemania                                         |
| 1970                        | La estrategia de la araña                            | Bernardo Bertolucci                                | Italia                                                                 |
| 1970                        | Ucho                                                 | Karel Kachyňa                                      | República Checa (Checoslovaquia)                                       |
| 1970                        | Pequeño Gran Hombre                                  | Arthur Penn                                        | Estados Unidos                                                         |
| 1970                        | Patton                                               | Franklin J. Schaffner                              | Estados Unidos                                                         |
| 1970                        | El pájaro de las plumas de cristal                   | Dario Argento                                      | Italia, Alemania                                                       |
| 1970                        | MASH                                                 | Robert Altman                                      | Estados Unidos                                                         |
| 1970                        | Zabriskie Point                                      | Michelangelo Antonioni                             | Estados Unidos                                                         |
| 1970                        | Performance                                          | Donald Cammell, Nicolas Roeg                       | Reino Unido                                                            |
| 1970                        | Woodstock                                            | Michael Wadleigh                                   | Estados Unidos                                                         |
| 1970                        | Gimme Shelter                                        | Albert and David Maysles, Charlotte Zwerin         | Estados Unidos                                                         |
| 1970                        | El jardín de los Finzi-Contini                       | Vittorio de Sica                                   | Italia, Alemania                                                       |
| 1970                        | Wanda                                                | Barbara Loden                                      | Estados Unidos                                                         |
| 1971                        | Xia nü                                               | King Hu                                            | Taiwán                                                                 |
| 1971                        | Harry el Sucio                                       | Don Siegel                                         | Estados Unidos                                                         |
| 1971                        | La naranja mecánica                                  | Stanley Kubrick                                    | Reino Unido                                                            |
| 1971                        | McCabe & Mrs. Miller                                 | Robert Altman                                      | Estados Unidos                                                         |
| 1971                        | Willy Wonka & the Chocolate Factory                  | Mel Stuart                                         | Estados Unidos                                                         |
| 1971                        | The Devils                                           | Ken Russell                                        | Reino Unido                                                            |
| 1971                        | The Hired Hand                                       | Peter Fonda                                        | Estados Unidos                                                         |
| 1971                        | W.R. - Misterije organizma                           | Dušan Makavejev                                    | Serbia (Yugoslavia), Alemania                                          |
| 1971                        | Walkabout                                            | Nicolas Roeg                                       | Reino Unido                                                            |
| 1971                        | Klute                                                | Alan J. Pakula                                     | Estados Unidos                                                         |
| 1971                        | Harold and Maude                                     | Hal Ashby                                          | Estados Unidos                                                         |
| 1971                        | The French Connection                                | William Friedkin                                   | Estados Unidos                                                         |
| 1971                        | Asesino implacable                                   | Mike Hodges                                        | Reino Unido                                                            |
| 1971                        | Las noches rojas de Harlem                           | Gordon Parks                                       | Estados Unidos                                                         |
| 1971                        | Sweet Sweetback's Baadasssss Song                    | Melvin Van Peebles                                 | Estados Unidos                                                         |
| 1971                        | La última película                                   | Peter Bogdanovich                                  | Estados Unidos                                                         |
| 1971                        | El soplo al corazón                                  | Louis Malle                                        | Francia, Italia, Alemania                                              |
| 1971                        | Perros de paja                                       | Sam Peckinpah                                      | Reino Unido                                                            |
| 1971                        | Two-Lane Blacktop                                    | Monte Hellman                                      | Estados Unidos                                                         |
| 1971                        | Wake in Fright                                       | Ted Kotcheff                                       | Australia, Estados Unidos                                              |
| 1972                        | Aguirre, der Zorn Gottes                             | Werner Herzog                                      | Alemania, Perú, México                                                 |
| 1972                        | Még kér a nép                                        | Miklós Jancsó                                      | Hungría                                                                |
| 1972                        | Deliverance                                          | John Boorman                                       | Estados Unidos                                                         |
| 1972                        | Cabaret                                              | Bob Fosse                                          | Estados Unidos                                                         |
| 1972                        | Solaris                                              | Andréi Tarkovski                                   | Rusia (URSS)                                                           |
| 1972                        | Gritos y susurros                                    | Ingmar Bergman                                     | Suecia                                                                 |
| 1972                        | El discreto encanto de la burguesía                  | Luis Buñuel                                        | Francia, Italia, España                                                |
| 1972                        | El padrino                                           | Francis Ford Coppola                               | Estados Unidos                                                         |
| 1972                        | El último tango en París                             | Bernardo Bertolucci                                | Italia, Francia                                                        |
| 1972                        | Las amargas lágrimas de Petra von Kant               | Rainer Werner Fassbinder                           | Alemania                                                               |
| 1972                        | Fat City                                             | John Huston                                        | Estados Unidos                                                         |
| 1972                        | The Heartbreak Kid                                   | Elaine May                                         | Estados Unidos                                                         |
| 1972                        | Frenesí                                              | Alfred Hitchcock                                   | Reino Unido                                                            |
| 1972                        | Pink Flamingos                                       | John Waters                                        | Estados Unidos                                                         |
| 1972                        | La huella                                            | Joseph L. Mankiewicz                               | Estados Unidos                                                         |
| 1972                        | Superfly                                             | Gordon Parks, Jr.                                  | Estados Unidos                                                         |
| 1972                        | The Harder They Come                                 | Perry Henzell                                      | Jamaica                                                                |
| 1973                        | American Graffiti                                    | George Lucas                                       | Estados Unidos                                                         |
| 1973                        | El golpe                                             | George Roy Hill                                    | Estados Unidos                                                         |
| 1973                        | La mamá y la puta                                    | Jean Eustache                                      | Francia                                                                |
| 1973                        | High Plains Drifter                                  | Clint Eastwood                                     | Estados Unidos                                                         |
| 1973                        | Badlands                                             | Terrence Malick                                    | Estados Unidos                                                         |
| 1973                        | Papillon                                             | Franklin J. Schaffner                              | Estados Unidos, Francia                                                |
| 1973                        | The Long Goodbye                                     | Robert Altman                                      | Estados Unidos                                                         |
| 1973                        | The Wicker Man                                       | Robin Hardy                                        | Reino Unido                                                            |
| 1973                        | Operación Dragón                                     | Robert Clouse                                      | Hong Kong, Estados Unidos                                              |
| 1973                        | Serpico                                              | Sidney Lumet                                       | Estados Unidos, Italia                                                 |
| 1973                        | Don't Look Now                                       | Nicolas Roeg                                       | Reino Unido, Italia                                                    |
| 1973                        | La noche americana                                   | François Truffaut                                  | Francia                                                                |
| 1973                        | Mean Streets                                         | Martin Scorsese                                    | Estados Unidos                                                         |
| 1973                        | El dormilón                                          | Woody Allen                                        | Estados Unidos                                                         |
| 1973                        | El exorcista                                         | William Friedkin                                   | Estados Unidos                                                         |
| 1973                        | F for Fake                                           | Orson Welles                                       | Francia, Irán, Alemania                                                |
| 1973                        | Pat Garrett y Billy the Kid                          | Sam Peckinpah                                      | Estados Unidos                                                         |
| 1973                        | Delicias Turcas                                      | Paul Verhoeven                                     | Países Bajos                                                           |
| 1973                        | El espíritu de la colmena                            | Víctor Erice                                       | España                                                                 |
| 1973                        | El planeta salvaje                                   | René Laloux                                        | República Checa (Checoslovaquia), Francia                              |
| 1973                        | Amarcord                                             | Federico Fellini                                   | Italia, Francia                                                        |
| 1974                        | Todos nos llamamos Alí                               | Rainer Werner Fassbinder                           | Alemania                                                               |
| 1974                        | The Towering Inferno                                 | John Guillermin                                    | Estados Unidos                                                         |
| 1974                        | Quiero la cabeza de Alfredo García                   | Sam Peckinpah                                      | Estados Unidos, México                                                 |
| 1974                        | The Godfather Part II                                | Francis Ford Coppola                               | Estados Unidos                                                         |
| 1974                        | La conversación                                      | Francis Ford Coppola                               | Estados Unidos                                                         |
| 1974                        | Chinatown                                            | Roman Polanski                                     | Estados Unidos                                                         |
| 1974                        | Una mujer bajo la influencia                         | John Cassavetes                                    | Estados Unidos                                                         |
| 1974                        | Young Frankenstein                                   | Mel Brooks                                         | Estados Unidos                                                         |
| 1974                        | The Texas Chain Saw Massacre                         | Tobe Hooper                                        | Estados Unidos                                                         |
| 1974                        | Blazing Saddles                                      | Mel Brooks                                         | Estados Unidos                                                         |
| 1974                        | Céline et Julie vont en bateau                       | Jacques Rivette                                    | Francia                                                                |
| 1975                        | Dersú Uzalá                                          | Akira Kurosawa                                     | Rusia (URSS), Japón                                                    |
| 1975                        | El espejo                                            | Andréi Tarkovski                                   | Rusia (URSS)                                                           |
| 1975                        | Barry Lyndon                                         | Stanley Kubrick                                    | Reino Unido, Estados Unidos                                            |
| 1975                        | The Rocky Horror Picture Show                        | Jim Sharman                                        | Reino Unido, Estados Unidos                                            |
| 1975                        | Jeanne Dielman, 23, quai du commerce, 1080 Bruxelles | Chantal Akerman                                    | Bélgica, Francia                                                       |
| 1975                        | El viaje de los comediantes                          | Theodoros Angelopoulos                             | Grecia                                                                 |
| 1975                        | Monty Python and the Holy Grail                      | Terry Gilliam, Terry Jones                         | Reino Unido                                                            |
| 1975                        | Deewar                                               | Yash Chopra                                        | India                                                                  |
| 1975                        | Tarde de perros                                      | Sidney Lumet                                       | Estados Unidos                                                         |
| 1975                        | One Flew Over the Cuckoo's Nest                      | Miloš Forman                                       | Estados Unidos                                                         |
| 1975                        | Maynila: Sa mga kuko ng liwanag                      | Lino Brocka                                        | Filipinas                                                              |
| 1975                        | Faustrecht der Freiheit                              | Rainer Werner Fassbinder                           | Alemania                                                               |
| 1975                        | Nashville                                            | Robert Altman                                      | Estados Unidos                                                         |
| 1975                        | Saló o los 120 días de Sodoma                        | Pier Paolo Pasolini                                | Italia, Francia                                                        |
| 1975                        | Picnic at Hanging Rock                               | Peter Weir                                         | Australia                                                              |
| 1975                        | India Song                                           | Marguerite Duras                                   | Francia                                                                |
| 1975                        | Tiburón                                              | Steven Spielberg                                   | Estados Unidos                                                         |
| 1975                        | Le vieux fusil                                       | Robert Enrico                                      | Francia, Alemania                                                      |
| 1976                        | El imperio de los sentidos                           | Nagisa Oshima                                      | Japón, Francia                                                         |
| 1976                        | Todos los hombres del presidente                     | Alan J. Pakula                                     | Estados Unidos                                                         |
| 1976                        | Cría cuervos                                         | Carlos Saura                                       | España                                                                 |
| 1976                        | The Man Who Fell to Earth                            | Nicolas Roeg                                       | Reino Unido                                                            |
| 1976                        | The Outlaw Josey Wales                               | Clint Eastwood                                     | Estados Unidos                                                         |
| 1976                        | The Killing of a Chinese Bookie                      | John Cassavetes                                    | Estados Unidos                                                         |
| 1976                        | Network                                              | Sidney Lumet                                       | Estados Unidos                                                         |
| 1976                        | Carrie                                               | Brian De Palma                                     | Estados Unidos                                                         |
| 1976                        | Taxi Driver                                          | Martin Scorsese                                    | Estados Unidos                                                         |
| 1976                        | Rocky                                                | John G. Avildsen                                   | Estados Unidos                                                         |
| 1977                        | El amigo americano                                   | Wim Wenders                                        | Alemania, Francia                                                      |
| 1977                        | Annie Hall                                           | Woody Allen                                        | Estados Unidos                                                         |
| 1977                        | La ascensión                                         | Larisa Shepitko                                    | Rusia (URSS)                                                           |
| 1977                        | Close Encounters of the Third Kind                   | Steven Spielberg                                   | Estados Unidos                                                         |
| 1977                        | The Last Wave                                        | Peter Weir                                         | Australia                                                              |
| 1977                        | Star Wars: Episodio IV - Una nueva esperanza         | George Lucas                                       | Estados Unidos                                                         |
| 1977                        | Stroszek                                             | Werner Herzog                                      | Alemania                                                               |
| 1977                        | Ceddo                                                | Ousmane Sembène                                    | Senegal                                                                |
| 1977                        | Suspiria                                             | Dario Argento                                      | Italia, Alemania                                                       |
| 1977                        | Sleeping Dogs                                        | Roger Donaldson                                    | Nueva Zelanda                                                          |
| 1977                        | Last Chants for a Slow Dance                         | Jon Jost                                           | Estados Unidos                                                         |
| 1977                        | El hombre de mármol                                  | Andrzej Wajda                                      | Polonia                                                                |
| 1977                        | Saturday Night Fever                                 | John Badham                                        | Estados Unidos                                                         |
| 1977                        | Eraserhead                                           | David Lynch                                        | Estados Unidos                                                         |
| 1977                        | Soldaat van Oranje                                   | Paul Verhoeven                                     | Bélgica, Países Bajos                                                  |
| 1977                        | The Hills Have Eyes                                  | Wes Craven                                         | Estados Unidos                                                         |
| 1978                        | Days of Heaven                                       | Terrence Malick                                    | Estados Unidos                                                         |
| 1978                        | Halloween                                            | John Carpenter                                     | Estados Unidos                                                         |
| 1978                        | El árbol de los zuecos                               | Ermanno Olmi                                       | Italia, Francia                                                        |
| 1978                        | The Chant of Jimmie Blacksmith                       | Fred Schepisi                                      | Australia                                                              |
| 1978                        | The Deer Hunter                                      | Michael Cimino                                     | Estados Unidos                                                         |
| 1978                        | Dawn of the Dead                                     | George A. Romero                                   | Estados Unidos, Italia                                                 |
| 1978                        | Up in Smoke                                          | Lou Adler                                          | Estados Unidos                                                         |
| 1978                        | Grease                                               | Randal Kleiser                                     | Estados Unidos                                                         |
| 1978                        | Shao Lin san shi liu fang                            | Liu Chia-Liang                                     | Hong Kong                                                              |
| 1978                        | Killer of Sheep                                      | Charles Burnett                                    | Estados Unidos                                                         |
| 1979                        | Alien: el octavo pasajero                            | Ridley Scott                                       | Estados Unidos                                                         |
| 1979                        | All That Jazz                                        | Bob Fosse                                          | Estados Unidos                                                         |
| 1979                        | Apocalypse Now                                       | Francis Ford Coppola                               | Estados Unidos                                                         |
| 1979                        | El matrimonio de María Braun                         | Rainer Werner Fassbinder                           | Alemania                                                               |
| 1979                        | Nosferatu: Phantom der Nacht                         | Werner Herzog                                      | Alemania, Francia                                                      |
| 1979                        | Stalker                                              | Andréi Tarkovski                                   | Alemania, Rusia (URSS)                                                 |
| 1979                        | La vida de Brian                                     | Terry Jones                                        | Reino Unido                                                            |
| 1979                        | Real Life                                            | Albert Brooks                                      | Estados Unidos                                                         |
| 1979                        | Breaking Away                                        | Peter Yates                                        | Estados Unidos                                                         |
| 1979                        | Being There                                          | Hal Ashby                                          | Estados Unidos, Reino Unido, Alemania, Japón                           |
| 1979                        | Manhattan                                            | Woody Allen                                        | Estados Unidos                                                         |
| 1979                        | The Muppet Movie                                     | James Frawley                                      | Estados Unidos, Reino Unido                                            |
| 1979                        | Cristo se paró en Eboli                              | Francesco Rosi                                     | Italia                                                                 |
| 1979                        | Mad Max                                              | George Miller                                      | Australia                                                              |
| 1979                        | El tambor de hojalata                                | Volker Schlöndorff                                 | Alemania, Francia, Polonia, Yugoslavia                                 |
| 1979                        | The Jerk                                             | Carl Reiner                                        | Estados Unidos                                                         |
| 1979                        | Kramer vs. Kramer                                    | Robert Benton                                      | Estados Unidos                                                         |
| 1980                        | Airplane!                                            | Jim Abrahams, David Zucker, Jerry Zucker           | Estados Unidos                                                         |
| 1980                        | Atlantic City                                        | Louis Malle                                        | Estados Unidos, Canadá, Francia                                        |
| 1980                        | Ordinary People                                      | Robert Redford                                     | Estados Unidos                                                         |
| 1980                        | Star Wars: Episodio V - El Imperio contraataca       | Irvin Kershner                                     | Estados Unidos                                                         |
| 1980                        | El último metro                                      | François Truffaut                                  | Francia                                                                |
| 1980                        | El resplandor                                        | Stanley Kubrick                                    | Reino Unido                                                            |
| 1980                        | El hombre elefante                                   | David Lynch                                        | Reino Unido, Estados Unidos                                            |
| 1980                        | The Big Red One                                      | Samuel Fuller                                      | Estados Unidos                                                         |
| 1980                        | Loulou                                               | Maurice Pialat                                     | Francia                                                                |
| 1980                        | Toro salvaje                                         | Martin Scorsese                                    | Estados Unidos                                                         |
| 1981                        | Un hombre lobo americano en Londres                  | John Landis                                        | Estados Unidos, Reino Unido                                            |
| 1981                        | Le Professionnel                                     | Georges Lautner                                    | Francia                                                                |
| 1981                        | Diva                                                 | Jean-Jacques Beineix                               | Francia                                                                |
| 1981                        | Raiders of the Lost Ark                              | Steven Spielberg                                   | Estados Unidos                                                         |
| 1981                        | Das Boot                                             | Wolfgang Petersen                                  | Alemania                                                               |
| 1981                        | Gallipoli                                            | Peter Weir                                         | Australia                                                              |
| 1981                        | Chariots of Fire                                     | Hugh Hudson                                        | Reino Unido                                                            |
| 1981                        | Body Heat                                            | Lawrence Kasdan                                    | Estados Unidos                                                         |
| 1981                        | El hombre de hierro                                  | Andrzej Wajda                                      | Polonia                                                                |
| 1981                        | Reds                                                 | Warren Beatty                                      | Estados Unidos                                                         |
| 1981                        | The Evil Dead                                        | Sam Raimi                                          | Estados Unidos                                                         |
| 1982                        | E.T., el extraterrestre                              | Steven Spielberg                                   | Estados Unidos                                                         |
| 1982                        | Fast Times at Ridgemont High                         | Amy Heckerling                                     | Estados Unidos                                                         |
| 1982                        | Trop tôt/Trop tard                                   | Jean-Marie Straub, Danièle Huillet                 | Francia                                                                |
| 1982                        | Poltergeist                                          | Tobe Hooper                                        | Estados Unidos                                                         |
| 1982                        | Yol                                                  | Yılmaz Güney, Şerif Gören                          | Turquía, Suecia, Francia                                               |
| 1982                        | Blade Runner                                         | Ridley Scott                                       | Estados Unidos                                                         |
| 1982                        | Diner                                                | Barry Levinson                                     | Estados Unidos                                                         |
| 1982                        | Tootsie                                              | Sydney Pollack                                     | Estados Unidos                                                         |
| 1982                        | Fitzcarraldo                                         | Werner Herzog                                      | Alemania, Perú                                                         |
| 1982                        | Gandhi                                               | Richard Attenborough                               | Reino Unido, India                                                     |
| 1982                        | The Thing                                            | John Carpenter                                     | Estados Unidos                                                         |
| 1982                        | Fanny y Alexander                                    | Ingmar Bergman                                     | Suecia                                                                 |
| 1982                        | La notte di San Lorenzo                              | Paolo Taviani, Vittorio Taviani                    | Italia                                                                 |
| 1982                        | De stilte rond Christine M.                          | Marleen Gorris                                     | Países Bajos                                                           |
| 1982                        | The Draughtsman's Contract                           | Peter Greenaway                                    | Reino Unido                                                            |
| 1982                        | Koyaanisqatsi                                        | Godfrey Reggio                                     | Estados Unidos                                                         |
| 1982                        | El rey de la comedia                                 | Martin Scorsese                                    | Estados Unidos                                                         |
| 1983                        | A Christmas Story                                    | Bob Clark                                          | Estados Unidos, Canadá                                                 |
| 1983                        | El dinero                                            | Robert Bresson                                     | Francia, Suecia                                                        |
| 1983                        | The Right Stuff                                      | Philip Kaufman                                     | Estados Unidos                                                         |
| 1983                        | Reencuentro                                          | Lawrence Kasdan                                    | Estados Unidos                                                         |
| 1983                        | Sans soleil                                          | Chris Marker                                       | Francia                                                                |
| 1983                        | Star Wars: Episode VI - Return of the Jedi           | Richard Marquand                                   | Estados Unidos                                                         |
| 1983                        | La balada de Narayama                                | Shōhei Imamura                                     | Japón                                                                  |
| 1983                        | La fuerza del cariño                                 | James L. Brooks                                    | Estados Unidos                                                         |
| 1983                        | El Norte                                             | Gregory Nava                                       | Estados Unidos, Reino Unido                                            |
| 1983                        | Der Vierde Man                                       | Paul Verhoeven                                     | Países Bajos                                                           |
| 1983                        | Videodrome                                           | David Cronenberg                                   | Estados Unidos, Canadá                                                 |
| 1983                        | Scarface                                             | Brian De Palma                                     | Estados Unidos                                                         |
| 1983                        | Un tipo genial                                       | Bill Forsyth                                       | Reino Unido                                                            |
| 1984                        | Amadeus                                              | Miloš Forman                                       | Estados Unidos                                                         |
| 1984                        | Érase una vez en América                             | Sergio Leone                                       | Estados Unidos, Italia                                                 |
| 1984                        | The Terminator                                       | James Cameron                                      | Estados Unidos                                                         |
| 1984                        | El mejor                                             | Barry Levinson                                     | Estados Unidos                                                         |
| 1984                        | Los cazafantasmas                                    | Ivan Reitman                                       | Estados Unidos                                                         |
| 1984                        | Paris, Texas                                         | Wim Wenders                                        | Reino Unido, Alemania, Francia                                         |
| 1984                        | A Nightmare on Elm Street                            | Wes Craven                                         | Estados Unidos                                                         |
| 1984                        | This Is Spinal Tap                                   | Rob Reiner                                         | Estados Unidos                                                         |
| 1984                        | Pasaje a la India                                    | David Lean                                         | Reino Unido                                                            |
| 1984                        | Beverly Hills Cop                                    | Martin Brest                                       | Estados Unidos                                                         |
| 1984                        | The Killing Fields                                   | Roland Joffé                                       | Reino Unido                                                            |
| 1984                        | Stranger Than Paradise                               | Jim Jarmusch                                       | Estados Unidos, Alemania                                               |
| 1985                        | Back to the Future                                   | Robert Zemeckis                                    | Estados Unidos                                                         |
| 1985                        | El honor de los Prizzi                               | John Huston                                        | Estados Unidos                                                         |
| 1985                        | Tóngnián wangshì                                     | Hou Hsiao-hsien                                    | Taiwán                                                                 |
| 1985                        | The Breakfast Club                                   | John Hughes                                        | Estados Unidos                                                         |
| 1985                        | Idí i smotrí                                         | Elem Klímov                                        | Rusia y Bielorrusia (URSS)                                             |
| 1985                        | Mishima, una vida en cuatro capítulos                | Paul Schrader                                      | Estados Unidos                                                         |
| 1985                        | Out of Africa                                        | Sydney Pollack                                     | Estados Unidos                                                         |
| 1985                        | Ran                                                  | Akira Kurosawa                                     | Japón, Francia                                                         |
| 1985                        | Brazil                                               | Terry Gilliam                                      | Reino Unido                                                            |
| 1985                        | El beso de la mujer araña                            | Héctor Babenco                                     | Brasil, Estados Unidos, Argentina                                      |
| 1985                        | The Quiet Earth                                      | Geoff Murphy                                       | Nueva Zelanda                                                          |
| 1985                        | The Purple Rose of Cairo                             | Woody Allen                                        | Estados Unidos                                                         |
| 1985                        | Sin techo ni ley                                     | Agnès Varda                                        | Reino Unido, Francia                                                   |
| 1985                        | Shoah                                                | Claude Lanzmann                                    | Francia                                                                |
| 1985                        | El color púrpura                                     | Steven Spielberg                                   | Estados Unidos                                                         |
| 1985                        | A Room with a View                                   | James Ivory                                        | Reino Unido                                                            |
| 1985                        | Sherman's March                                      | Ross McElwee                                       | Estados Unidos                                                         |
| 1985                        | Tampopo                                              | Juzo Itami                                         | Japón                                                                  |
| 1986                        | Aliens                                               | James Cameron                                      | Estados Unidos, Reino Unido                                            |
| 1986                        | Manhunter                                            | Michael Mann                                       | Estados Unidos                                                         |
| 1986                        | Blue Velvet                                          | David Lynch                                        | Estados Unidos                                                         |
| 1986                        | Hannah and Her Sisters                               | Woody Allen                                        | Estados Unidos                                                         |
| 1986                        | She's Gotta Have It                                  | Spike Lee                                          | Estados Unidos                                                         |
| 1986                        | Children of a Lesser God                             | Randa Haines                                       | Estados Unidos                                                         |
| 1986                        | Caravaggio                                           | Derek Jarman                                       | Reino Unido                                                            |
| 1986                        | Salvador                                             | Oliver Stone                                       | Estados Unidos                                                         |
| 1986                        | Platoon                                              | Oliver Stone                                       | Estados Unidos                                                         |
| 1986                        | Down by Law                                          | Jim Jarmusch                                       | Estados Unidos, Alemania                                               |
| 1986                        | El declive del imperio americano                     | Denys Arcand                                       | Canadá                                                                 |
| 1986                        | Do ma daan                                           | Tsui Hark                                          | Hong Kong                                                              |
| 1986                        | Ferris Bueller's Day Off                             | John Hughes                                        | Estados Unidos                                                         |
| 1986                        | The Fly                                              | David Cronenberg                                   | Estados Unidos                                                         |
| 1986                        | Top Gun                                              | Tony Scott                                         | Estados Unidos                                                         |
| 1986                        | Cuenta conmigo                                       | Rob Reiner                                         | Estados Unidos                                                         |
| 1986                        | Dao ma zei                                           | Tian Zhuangzhuang                                  | China                                                                  |
| 1986                        | Henry: Portrait of a Serial Killer                   | John McNaughton                                    | Estados Unidos                                                         |
| 1987                        | Au revoir les enfants                                | Louis Malle                                        | Francia, Alemania                                                      |
| 1987                        | El festín de Babette                                 | Gabriel Axel                                       | Dinamarca                                                              |
| 1987                        | Raising Arizona                                      | Joel Coen                                          | Estados Unidos                                                         |
| 1987                        | Yeelen                                               | Souleymane Cissé                                   | Mali                                                                   |
| 1987                        | Der Himmel über Berlin                               | Wim Wenders                                        | Alemania, Francia                                                      |
| 1987                        | Withnail y yo                                        | Bruce Robinson                                     | Reino Unido                                                            |
| 1987                        | The Princess Bride                                   | Rob Reiner                                         | Estados Unidos                                                         |
| 1987                        | Sien nui yau wan                                     | Ching Siu-Tung                                     | Hong Kong                                                              |
| 1987                        | Full Metal Jacket                                    | Stanley Kubrick                                    | Estados Unidos                                                         |
| 1987                        | Broadcast News                                       | James L. Brooks                                    | Estados Unidos                                                         |
| 1987                        | Good Morning, Vietnam                                | Barry Levinson                                     | Estados Unidos                                                         |
| 1987                        | Moonstruck                                           | Norman Jewison                                     | Estados Unidos                                                         |
| 1987                        | Wall Street                                          | Oliver Stone                                       | Estados Unidos                                                         |
| 1987                        | The Untouchables                                     | Brian De Palma                                     | Estados Unidos                                                         |
| 1987                        | Sorgo rojo                                           | Zhang Yimou                                        | China                                                                  |
| 1987                        | Fatal Attraction                                     | Adrian Lyne                                        | Estados Unidos                                                         |
| 1987                        | The Dead                                             | John Huston                                        | Estados Unidos                                                         |
| 1987                        | RoboCop                                              | Paul Verhoeven                                     | Estados Unidos                                                         |
| 1987                        | Akira                                                | Katsuhiro Otomo                                    | Japón                                                                  |
| 1987                        | Něco z Alenky                                        | Jan Švankmajer                                     | República Checa (Checoslovaquia)                                       |
| 1988                        | Ariel                                                | Aki Kaurismäki                                     | Finlandia                                                              |
| 1988                        | Bull Durham                                          | Ron Shelton                                        | Estados Unidos                                                         |
| 1988                        | Hôtel Terminus: Klaus Barbie, sa vie et son temps    | Marcel Ophüls                                      | Francia, Estados Unidos                                                |
| 1988                        | Mujeres al borde de un ataque de nervios             | Pedro Almodóvar                                    | España                                                                 |
| 1988                        | Spoorloos                                            | George Sluizer                                     | Países Bajos, Francia                                                  |
| 1988                        | The Thin Blue Line                                   | Errol Morris                                       | Estados Unidos                                                         |
| 1988                        | A Fish Called Wanda                                  | Charles Crichton                                   | Estados Unidos                                                         |
| 1988                        | Une histoire de vent                                 | Joris Ivens, Marceline Loridan                     | Países Bajos, Reino Unido, Francia, Alemania                           |
| 1988                        | The Naked Gun: From the Files of Police Squad!       | David Zucker                                       | Estados Unidos                                                         |
| 1988                        | Cinema Paradiso                                      | Giuseppe Tornatore                                 | Italia, Francia                                                        |
| 1988                        | La tumba de las luciérnagas                          | Isao Takahata                                      | Japón                                                                  |
| 1988                        | Big                                                  | Penny Marshall                                     | Estados Unidos                                                         |
| 1988                        | ¿Quién engañó a Roger Rabbit?                        | Robert Zemeckis                                    | Estados Unidos                                                         |
| 1988                        | Rain Man                                             | Barry Levinson                                     | Estados Unidos                                                         |
| 1988                        | Die Hard                                             | John McTiernan                                     | Estados Unidos                                                         |
| 1988                        | Dangerous Liaisons                                   | Stephen Frears                                     | Estados Unidos, Reino Unido                                            |
| 1988                        | Dead Ringers                                         | David Cronenberg                                   | Canadá, Estados Unidos                                                 |
| 1988                        | Distant Voices, Still Lives                          | Terence Davies                                     | Reino Unido                                                            |
| 1989                        | Dekalog                                              | Krzysztof Kieślowski                               | Polonia                                                                |
| 1989                        | When Harry Met Sally...                              | Rob Reiner                                         | Estados Unidos                                                         |
| 1989                        | Crimes and Misdemeanors                              | Woody Allen                                        | Estados Unidos                                                         |
| 1989                        | Batman                                               | Tim Burton                                         | Estados Unidos                                                         |
| 1989                        | Field of Dreams                                      | Phil Alden Robinson                                | Estados Unidos                                                         |
| 1989                        | Glory                                                | Edward Zwick                                       | Estados Unidos                                                         |
| 1989                        | El cocinero, el ladrón, su mujer y su amante         | Peter Greenaway                                    | Francia, Países Bajos, Reino Unido,                                    |
| 1989                        | Mi pie izquierdo                                     | Jim Sheridan                                       | Irlanda, Reino Unido                                                   |
| 1989                        | Dip huet seung hung                                  | John Woo                                           | Hong Kong                                                              |
| 1989                        | Drugstore Cowboy                                     | Gus Van Sant                                       | Estados Unidos                                                         |
| 1989                        | Do the Right Thing                                   | Spike Lee                                          | Estados Unidos                                                         |
| 1989                        | The Unbelievable Truth                               | Hal Hartley                                        | Estados Unidos                                                         |
| 1989                        | Roger & Me                                           | Michael Moore                                      | Estados Unidos                                                         |
| 1989                        | Sex, Lies, and Videotape                             | Steven Soderbergh                                  | Estados Unidos                                                         |
| 1989                        | Beiqíng chéngshì                                     | Hou Hsiao-hsien                                    | Taiwán                                                                 |
| 1989                        | Tongues Untied                                       | Marlon Riggs                                       | Estados Unidos                                                         |
| 1990                        | El síndrome asténico                                 | Kira Murátova                                      | Ucrania (URSS)                                                         |
| 1990                        | Archangel                                            | Guy Maddin                                         | Canadá                                                                 |
| 1990                        | Trust                                                | Hal Hartley                                        | Estados Unidos, Reino Unido                                            |
| 1990                        | S'en fout la mort                                    | Claire Denis                                       | Francia, Alemania                                                      |
| 1990                        | Goodfellas                                           | Martin Scorsese                                    | Estados Unidos                                                         |
| 1990                        | Close-Up                                             | Abbas Kiarostami                                   | Irán                                                                   |
| 1990                        | Cyrano de Bergerac                                   | Jean-Paul Rappeneau                                | Francia, Hungría                                                       |
| 1990                        | El rey de Nueva York                                 | Abel Ferrara                                       | Estados Unidos, Italia                                                 |
| 1990                        | Pretty Woman                                         | Garry Marshall                                     | Estados Unidos                                                         |
| 1990                        | Dances with Wolves                                   | Kevin Costner                                      | Estados Unidos                                                         |
| 1990                        | Total Recall                                         | Paul Verhoeven                                     | Estados Unidos                                                         |
| 1990                        | Edward Scissorhands                                  | Tim Burton                                         | Estados Unidos                                                         |
| 1990                        | Europa Europa                                        | Agnieszka Holland                                  | Alemania, Francia, Polonia                                             |
| 1991                        | Centre Stage                                         | Stanley Kwan                                       | Hong Kong                                                              |
| 1991                        | Boyz n the Hood                                      | John Singleton                                     | Estados Unidos                                                         |
| 1991                        | La Belle Noiseuse                                    | Jacques Rivette                                    | Francia, Suecia                                                        |
| 1991                        | El despertar de Sharon                               | Michael Tolkin                                     | Estados Unidos                                                         |
| 1991                        | A brighter summer day                                | Edward Yang                                        | Taiwán                                                                 |
| 1991                        | JFK                                                  | Oliver Stone                                       | Estados Unidos                                                         |
| 1991                        | Slacker                                              | Richard Linklater                                  | Estados Unidos                                                         |
| 1991                        | Wong Fei Hung                                        | Tsui Hark                                          | Hong Kong                                                              |
| 1991                        | Thelma & Louise                                      | Ridley Scott                                       | Estados Unidos                                                         |
| 1991                        | My Own Private Idaho                                 | Gus Van Sant                                       | Estados Unidos                                                         |
| 1991                        | The Silence of the Lambs                             | Jonathan Demme                                     | Estados Unidos                                                         |
| 1991                        | Terminator 2: Judgment Day                           | James Cameron                                      | Estados Unidos, Francia                                                |
| 1991                        | Delicatessen                                         | Jean-Pierre Jeunet, Marc Caro                      | Francia                                                                |
| 1991                        | La doble vida de Verónica                            | Krzysztof Kieślowski                               | Francia, Polonia, Noruega                                              |
| 1991                        | Dà Hóng Dēnglóng Gāogāo Guà                          | Zhang Yimou                                        | China, Hong Kong, Taiwán                                               |
| 1991                        | Hearts of Darkness: A Filmmaker's Apocalypse         | Fax Bahr, George Hickenlooper, Eleanor Coppola     | Estados Unidos                                                         |
| 1992                        | Romper Stomper                                       | Geoffrey Wright                                    | Australia                                                              |
| 1992                        | Strictly Ballroom                                    | Baz Luhrmann                                       | Australia                                                              |
| 1992                        | The Player                                           | Robert Altman                                      | Estados Unidos                                                         |
| 1992                        | Reservoir Dogs                                       | Quentin Tarantino                                  | Estados Unidos                                                         |
| 1992                        | Glengarry Glen Ross                                  | James Foley                                        | Estados Unidos                                                         |
| 1992                        | Conte d'hiver                                        | Éric Rohmer                                        | Francia                                                                |
| 1992                        | Unforgiven                                           | Clint Eastwood                                     | Estados Unidos                                                         |
| 1992                        | C'est arrivé près de chez vous                       | Rémy Belvaux, André Bonzel, Benoît Poelvoorde      | Bélgica                                                                |
| 1992                        | The Crying Game                                      | Neil Jordan                                        | Reino Unido, Japón                                                     |
| 1993                        | Los visitantes                                       | Jean-Marie Poiré                                   | Francia                                                                |
| 1993                        | Adiós a mi concubina                                 | Chen Kaige                                         | China                                                                  |
| 1993                        | Lan feng zheng                                       | Tian Zhuangzhuang                                  | China                                                                  |
| 1993                        | Philadelphia                                         | Jonathan Demme                                     | Estados Unidos                                                         |
| 1993                        | El maestro de marionetas                             | Hou Hsiao-hsien                                    | Taiwán                                                                 |
| 1993                        | Short Cuts                                           | Robert Altman                                      | Estados Unidos                                                         |
| 1993                        | La lista de Schindler                                | Steven Spielberg                                   | Estados Unidos                                                         |
| 1993                        | Tres colores: Azul                                   | Krzysztof Kieślowski                               | Francia, Polonia, Suecia                                               |
| 1993                        | Groundhog Day                                        | Harold Ramis                                       | Estados Unidos                                                         |
| 1993                        | The Piano                                            | Jane Campion                                       | Australia, Nueva Zelanda, Francia                                      |
| 1993                        | Xi yan                                               | Ang Lee                                            | Taiwán, Estados Unidos                                                 |
| 1993                        | Thirty Two Shorts About Glenn Gould                  | François Girard                                    | Canadá, Portugal, Países Bajos, Finlandia                              |
| 1993                        | Parque Jurásico                                      | Steven Spielberg                                   | Estados Unidos                                                         |
| 1993                        | Querido diario                                       | Nanni Moretti                                      | Italia, Francia                                                        |
| 1994                        | Las aventuras de Priscilla, reina del desierto       | Stephan Elliott                                    | Australia                                                              |
| 1994                        | El rey león                                          | Roger Allers, Rob Minkoff                          | Estados Unidos                                                         |
| 1994                        | La última seducción                                  | John Dahl                                          | Estados Unidos                                                         |
| 1994                        | Los juncos salvajes                                  | André Téchiné                                      | Francia                                                                |
| 1994                        | Crumb                                                | Terry Zwigoff                                      | Estados Unidos                                                         |
| 1994                        | Criaturas celestiales                                | Peter Jackson                                      | Reino Unido, Alemania, Nueva Zelanda                                   |
| 1994                        | Pulp Fiction                                         | Quentin Tarantino                                  | Estados Unidos                                                         |
| 1994                        | Trois couleurs: Rouge                                | Krzysztof Kieślowski                               | Francia, Polonia, Suecia                                               |
| 1994                        | Natural Born Killers                                 | Oliver Stone                                       | Estados Unidos                                                         |
| 1994                        | Muriel's Wedding                                     | P. J. Hogan                                        | Australia, Francia                                                     |
| 1994                        | Hoop Dreams                                          | Steve James                                        | Estados Unidos                                                         |
| 1994                        | Sátántangó                                           | Béla Tarr                                          | Hungría, Alemania, Suecia                                              |
| 1994                        | Clerks                                               | Kevin Smith                                        | Estados Unidos                                                         |
| 1994                        | Four Weddings and a Funeral                          | Mike Newell                                        | Reino Unido                                                            |
| 1994                        | Forrest Gump                                         | Robert Zemeckis                                    | Estados Unidos                                                         |
| 1994                        | A través de los olivos                               | Abbas Kiarostami                                   | Francia, Irán                                                          |
| 1994                        | The Shawshank Redemption                             | Frank Darabont                                     | Estados Unidos                                                         |
| 1994                        | Chung Hing sam lam                                   | Wong Kar-wai                                       | Hong Kong                                                              |
| 1994                        | El reino                                             | Lars von Trier                                     | Dinamarca, Francia, Alemania, Suecia                                   |
| 1994                        | Léon                                                 | Luc Besson                                         | Francia                                                                |
| 1995                        | Babe                                                 | Chris Noonan                                       | Australia, Estados Unidos                                              |
| 1995                        | Braveheart                                           | Mel Gibson                                         | Estados Unidos                                                         |
| 1995                        | Deseret                                              | James Benning                                      | Estados Unidos                                                         |
| 1995                        | Seven                                                | David Fincher                                      | Estados Unidos                                                         |
| 1995                        | Smoke                                                | Wayne Wang                                         | Estados Unidos, Alemania                                               |
| 1995                        | Badkonake sefid                                      | Jafar Panahi                                       | Irán                                                                   |
| 1995                        | Underground                                          | Emir Kusturica                                     | Francia, Serbia (Yugoslavia), Alemania, Hungría                        |
| 1995                        | Dilwale Dulhania Le Jayenge                          | Aditya Chopra                                      | India                                                                  |
| 1995                        | Cyclo                                                | Trần Anh Hùng                                      | Vietnam, Francia                                                       |
| 1995                        | Clueless                                             | Amy Heckerling                                     | Estados Unidos                                                         |
| 1995                        | Safe                                                 | Todd Haynes                                        | Estados Unidos, Reino Unido                                            |
| 1995                        | Heat                                                 | Michael Mann                                       | Estados Unidos                                                         |
| 1995                        | Toy Story                                            | John Lasseter                                      | Estados Unidos                                                         |
| 1995                        | Dead Man                                             | Jim Jarmusch                                       | Estados Unidos, Alemania, Japón                                        |
| 1995                        | The Usual Suspects                                   | Bryan Singer                                       | Estados Unidos, Alemania                                               |
| 1995                        | Kjærlighetens kjøtere                                | Hans Petter Moland                                 | Noruega, Suecia                                                        |
| 1996                        | Trainspotting                                        | Danny Boyle                                        | Reino Unido                                                            |
| 1996                        | Fargo                                                | Joel Coen                                          | Estados Unidos, Reino Unido                                            |
| 1996                        | Gabbeh                                               | Mohsen Makhmalbaf                                  | Irán, Francia                                                          |
| 1996                        | Trois vies et une seule mort                         | Raúl Ruiz                                          | Francia, Portugal                                                      |
| 1996                        | Shine                                                | Scott Hicks                                        | Australia                                                              |
| 1996                        | Scream                                               | Wes Craven                                         | Estados Unidos                                                         |
| 1996                        | Secretos y mentiras                                  | Mike Leigh                                         | Francia, Reino Unido                                                   |
| 1996                        | El paciente inglés                                   | Anthony Minghella                                  | Estados Unidos                                                         |
| 1996                        | Lone Star                                            | John Sayles                                        | Estados Unidos                                                         |
| 1996                        | Breaking the Waves                                   | Lars von Trier                                     | Dinamarca, Suecia, Francia, Países Bajos, Noruega                      |
| 1996                        | Independence Day                                     | Roland Emmerich                                    | Estados Unidos                                                         |
| 1997                        | Abre los ojos                                        | Alejandro Amenábar                                 | España, Francia, Italia                                                |
| 1997                        | La tormenta de hielo                                 | Ang Lee                                            | Estados Unidos                                                         |
| 1997                        | Flores de fuego                                      | Takeshi Kitano                                     | Japón                                                                  |
| 1997                        | Boogie Nights                                        | Paul Thomas Anderson                               | Estados Unidos                                                         |
| 1997                        | L.A. Confidential                                    | Curtis Hanson                                      | Estados Unidos                                                         |
| 1997                        | Funny Games                                          | Michael Haneke                                     | Austria                                                                |
| 1997                        | The Sweet Hereafter                                  | Atom Egoyan                                        | Canadá                                                                 |
| 1997                        | Titanic                                              | James Cameron                                      | Estados Unidos                                                         |
| 1997                        | El sabor de las cerezas                              | Abbas Kiarostami                                   | Irán                                                                   |
| 1998                        | Saving Private Ryan                                  | Steven Spielberg                                   | Estados Unidos                                                         |
| 1998                        | Corre, Lola, corre                                   | Tom Tykwer                                         | Alemania                                                               |
| 1998                        | Rushmore                                             | Wes Anderson                                       | Estados Unidos                                                         |
| 1998                        | La celebración                                       | Thomas Vinterberg                                  | Dinamarca                                                              |
| 1998                        | Buffalo '66                                          | Vincent Gallo                                      | Estados Unidos                                                         |
| 1998                        | Ring                                                 | Hideo Nakata                                       | Japón                                                                  |
| 1998                        | Happiness                                            | Todd Solondz                                       | Estados Unidos                                                         |
| 1998                        | La delgada línea roja                                | Terrence Malick                                    | Canadá, Estados Unidos                                                 |
| 1999                        | Todo sobre mi madre                                  | Pedro Almodóvar                                    | España, Francia                                                        |
| 1999                        | American Beauty                                      | Sam Mendes                                         | Estados Unidos                                                         |
| 1999                        | Audition                                             | Takashi Miike                                      | Japón, Corea del Sur                                                   |
| 1999                        | Toy Story 2                                          | John Lasseter                                      | Estados Unidos                                                         |
| 1999                        | The Blair Witch Project                              | Daniel Myrick, Eduardo Sánchez                     | Estados Unidos                                                         |
| 1999                        | Being John Malkovich                                 | Spike Jonze                                        | Estados Unidos                                                         |
| 1999                        | The Sixth Sense                                      | M. Night Shyamalan                                 | Estados Unidos                                                         |
| 1999                        | Tres Reyes                                           | David O. Russell                                   | Estados Unidos                                                         |
| 1999                        | Magnolia                                             | Paul Thomas Anderson                               | Estados Unidos                                                         |
| 1999                        | Fight Club                                           | David Fincher                                      | Estados Unidos                                                         |
| 1999                        | Beau Travail                                         | Claire Denis                                       | Francia                                                                |
| 1999                        | The Matrix                                           | The Wachowski Brothers                             | Estados Unidos                                                         |
| 2000                        | Les glaneurs et la glaneuse                          | Agnès Varda                                        | Francia                                                                |
| 2000                        | Fa yeung nin wa                                      | Wong Kar-wai                                       | Francia, Hong Kong                                                     |
| 2000                        | Gladiator                                            | Ridley Scott                                       | Reino Unido, Estados Unidos                                            |
| 2000                        | Kippur                                               | Amos Gitai                                         | Francia, Israel                                                        |
| 2000                        | Yi Yi                                                | Edward Yang                                        | Taiwán, Japón                                                          |
| 2000                        | Requiem for a Dream                                  | Darren Aronofsky                                   | Estados Unidos                                                         |
| 2000                        | Amores perros                                        | Alejandro G. Iñárritu                              | México                                                                 |
| 2000                        | Memento                                              | Christopher Nolan                                  | Estados Unidos                                                         |
| 2000                        | Wò hǔ cáng lóng                                      | Ang Lee                                            | Estados Unidos, Hong Kong, China, Taiwán                               |
| 2001                        | El Señor de los Anillos: la Comunidad del Anillo     | Peter Jackson                                      | Estados Unidos, Nueva Zelanda                                          |
| 2001                        | El viaje de Chihiro                                  | Hayao Miyazaki                                     | Estados Unidos, Japón                                                  |
| 2001                        | No Man's Land                                        | Danis Tanović                                      | Bosnia y Herzegovina, Eslovenia, Italia, Francia, Reino Unido, Bélgica |
| 2002                        | El Señor de los Anillos: las dos torres              | Peter Jackson                                      | Estados Unidos, Nueva Zelanda                                          |
| 2002                        | Gangs of New York                                    | Martin Scorsese                                    | Estados Unidos                                                         |
| 2002                        | El arca rusa                                         | Aleksandr Sokúrov                                  | Rusia                                                                  |
| 2002                        | Bowling for Columbine                                | Michael Moore                                      | Estados Unidos                                                         |
| 2002                        | Ciudad de Dios                                       | Fernando Meirelles, Kátia Lund                     | Brasil, Francia                                                        |
| 2002                        | Hable con ella                                       | Pedro Almodóvar                                    | España                                                                 |
| 2002                        | Astérix y Obélix: Misión Cleopatra                   | Alain Chabat                                       | Francia, Italia                                                        |
| 2003                        | Aileen: Life and Death of a Serial Killer            | Nick Broomfield                                    | Reino Unido                                                            |
| 2003                        | El Señor de los Anillos: el retorno del Rey          | Peter Jackson                                      | Estados Unidos, Nueva Zelanda                                          |
| 2003                        | Elephant                                             | Gus Van Sant                                       | Estados Unidos                                                         |
| 2003                        | Oldboy                                               | Park Chan-wook                                     | Corea del Sur                                                          |
| 2003                        | Good Bye, Lenin!                                     | Wolfgang Becker                                    | Alemania                                                               |
| 2003                        | Osama                                                | Siddiq Barmak                                      | Afganistán                                                             |
| 2004                        | Contra la pared                                      | Fatih Akın                                         | Alemania, Turquía                                                      |
| 2004                        | Las consecuencias del amor                           | Paolo Sorrentino                                   | Italia                                                                 |
| 2004                        | Moolaadé                                             | Ousmane Sembène                                    | Senegal                                                                |
| 2004                        | Der Untergang                                        | Oliver Hirschbiegel                                | Alemania, Italia, Austria                                              |
| 2005                        | Tsotsi                                               | Gavin Hood                                         | Sudáfrica                                                              |
| 2005                        | Brokeback Mountain                                   | Ang Lee                                            | Estados Unidos                                                         |
| 2006                        | El laberinto del fauno                               | Guillermo del Toro                                 | México, España, Estados Unidos                                         |
| 2006                        | La vida de los otros                                 | Florian Henckel von Donnersmarck                   | Alemania                                                               |
| 2007                        | Paranormal Activity                                  | Oren Peli                                          | Estados Unidos                                                         |
| 2007                        | There Will Be Blood                                  | Paul Thomas Anderson                               | Estados Unidos                                                         |
| 2008                        | The Hurt Locker                                      | Kathryn Bigelow                                    | Estados Unidos                                                         |
| 2008                        | The Dark Knight                                      | Christopher Nolan                                  | Estados Unidos                                                         |
| 2008                        | Låt den rätte komma in                               | Tomas Alfredson                                    | Suecia                                                                 |
| 2009                        | District 9                                           | Neill Blomkamp                                     | Estados Unidos, Nueva Zelanda, Canadá, Sudáfrica                       |
| 2009                        | Avatar                                               | James Cameron                                      | Estados Unidos                                                         |
| 2010                        | Toy Story 3                                          | Lee Unkrich                                        | Estados Unidos                                                         |
| 2010                        | Inception                                            | Christopher Nolan                                  | Estados Unidos, Reino Unido                                            |
| 2010                        | Nostalgia de la luz                                  | Patricio Guzmán                                    | Chile                                                                  |
| 2010                        | The social network                                   | David Fincher                                      | Estados Unidos                                                         |
| 2011                        | The Artist                                           | Michel Hazanavicius                                | Francia                                                                |
| 2012                        | The Cabin in the Woods                               | Drew Goddard                                       | Estados Unidos                                                         |
| 2012                        | Lincoln                                              | Steven Spielberg                                   | Estados Unidos                                                         |
| 2012                        | Wadjda                                               | Haifaa al-Mansour                                  | Arabia Saudita                                                         |
| 2013                        | 12 Years a Slave                                     | Steve McQueen                                      | Estados Unidos, Reino Unido                                            |
| 2013                        | La gran belleza                                      | Paolo Sorrentino                                   | Italia                                                                 |
| 2013                        | Gravity                                              | Alfonso Cuarón                                     | Estados Unidos                                                         |
| 2013                        | La vida de Adèle                                     | Abdellatif Kechiche                                | Francia                                                                |
| 2014                        | Boyhood                                              | Richard Linklater                                  | Estados Unidos                                                         |
| 2014                        | Birdman o (la inesperada virtud de la ignorancia)    | Alejandro G. Iñárritu                              | Estados Unidos                                                         |
| 2014                        | Interstellar                                         | Christopher Nolan                                  | Estados Unidos                                                         |
| 2014                        | El Gran Hotel Budapest                               | Wes Anderson                                       | Estados Unidos                                                         |
| 2015                        | Star Wars: Episodio VII - El despertar de la Fuerza  | J. J. Abrams                                       | Estados Unidos                                                         |
| 2015                        | El renacido                                          | Alejandro G. Iñárritu                              | Estados Unidos                                                         |
| 2015                        | El hijo de Saúl                                      | László Nemes                                       | Hungría                                                                |
| 2015                        | Spotlight                                            | Tom McCarthy                                       | Estados Unidos                                                         |
| 2015                        | Tangerine                                            | Sean Baker                                         | Estados Unidos                                                         |
| 2015                        | Mad Max: Fury Road                                   | George Miller                                      | Australia                                                              |
| 2015                        | Victoria                                             | Sebastian Schipper                                 | Alemania                                                               |
| 2016                        | La La Land                                           | Damien Chazelle                                    | Estados Unidos                                                         |
| 2016                        | Hell or High Water                                   | David Mackenzie                                    | Estados Unidos                                                         |
| 2016                        | El libro de la selva                                 | Jon Favreau                                        | Estados Unidos                                                         |
| 2016                        | Jackie                                               | Pablo Larraín                                      | Chile, Estados Unidos                                                  |
| 2016                        | Toni Erdmann                                         | Maren Ade                                          | Alemania, Austria                                                      |
| 2016                        | Under the Shadow                                     | Babak Anvari                                       | Irán                                                                   |
| 2016                        | Manchester by the Sea                                | Kenneth Lonergan                                   | Estados Unidos                                                         |
| 2016                        | Enmienda XIII                                        | Ava DuVernay                                       | Estados Unidos                                                         |
| 2016                        | Yo, Daniel Blake                                     | Ken Loach                                          | Reino Unido                                                            |
| 2016                        | La llegada                                           | Denis Villeneuve                                   | Estados Unidos                                                         |
| 2016                        | Moonlight                                            | Barry Jenkins                                      | Estados Unidos                                                         |

### Estadísticas
| Director                 |    |
| ------------------------ | -- |
| Alfred Hitchcock         | 16 |
| Ingmar Bergman           | 10 |
| Howard Hawks             | 10 |
| Luis Buñuel              | 9  |
| Stanley Kubrick          | 9  |
| Steven Spielberg         | 9  |
| John Ford                | 8  |
| Jean-Luc Godard          | 8  |
| John Huston              | 8  |
| William Wyler            | 8  |
| Federico Fellini         | 7  |
| Woody Allen              | 6  |
| Robert Altman            | 6  |
| Michelangelo Antonioni   | 6  |
| George Cukor             | 6  |
| Michael Curtiz           | 6  |
| Akira Kurosawa           | 6  |
| David Lean               | 6  |
| Vincente Minnelli        | 6  |
| Michael Powell           | 6  |
| Martin Scorsese          | 6  |
| Billy Wilder             | 6  |
| Orson Welles             | 6  |
| Robert Bresson           | 5  |
| James Cameron            | 5  |
| Frank Capra              | 5  |
| Fritz Lang               | 5  |
| Emeric Pressburger       | 5  |
| Jean Renoir              | 5  |
| Oliver Stone             | 5  |
| François Truffaut        | 5  |
| Paul Verhoeven           | 5  |
| Bernardo Bertolucci      | 4  |
| Tod Browning             | 4  |
| John Cassavetes          | 4  |
| Charlie Chaplin          | 4  |
| Carl Theodor Dreyer      | 4  |
| Serguéi Eisenstein       | 4  |
| Rainer Werner Fassbinder | 4  |
| D. W. Griffith           | 4  |
| Werner Herzog            | 4  |
| Krzysztof Kieślowski     | 4  |
| Sidney Lumet             | 4  |
| Peter Jackson            | 4  |
| Ang Lee                  | 4  |
| Barry Levinson           | 4  |
| Joseph L. Mankiewicz     | 4  |
| Leo McCarey              | 4  |
| F. W. Murnau             | 4  |
| Max Ophüls               | 4  |
| Sam Peckinpah            | 4  |
| Otto Preminger           | 4  |
| Nicholas Ray             | 4  |
| Francis Ford Coppola     | 4  |
| Satyajit Ray             | 4  |
| Rob Reiner               | 4  |
| Roberto Rossellini       | 4  |
| Ridley Scott             | 4  |
| Peter Weir               | 4  |
| Andréi Tarkovski         | 4  |
| Luchino Visconti         | 4  |

| País                 |     |
| -------------------- | --- |
| Estados Unidos       | 569 |
| Francia              | 155 |
| Reino Unido          | 95  |
| Italia               | 73  |
| Alemania             | 61  |
| Japón                | 30  |
| Suecia               | 19  |
| Australia            | 18  |
| Rusia                | 16  |
| España               | 14  |
| Hong Kong            | 14  |
| India                | 13  |
| Polonia              | 12  |
| Canadá               | 11  |
| China                | 9   |
| Irán                 | 9   |
| República Checa      | 9   |
| República de China   | 9   |
| Brasil               | 8   |
| Nueva Zelanda        | 8   |
| México               | 8   |
| Países Bajos         | 8   |
| Suecia               | 8   |
| Dinamarca            | 7   |
| Hungría              | 6   |
| Bélgica              | 5   |
| Ucrania              | 4   |
| Austria              | 3   |
| Noruega              | 3   |
| Corea del Sur        | 3   |
| Argelia              | 2   |
| Cuba                 | 2   |
| Israel               | 2   |
| Finlandia            | 2   |
| Perú                 | 2   |
| Senegal              | 2   |
| Serbia               | 2   |
| Eslovaquia           | 2   |
| Sudáfrica            | 2   |
| Turquía              | 2   |
| Afganistán           | 1   |
| Argentina            | 1   |
| Armenia              | 1   |
| Bielorrusia          | 1   |
| Bosnia y Herzegovina | 1   |
| Chile                | 1   |
| Egipto               | 1   |
| Grecia               | 1   |
| Irlanda              | 1   |
| Jamaica              | 1   |
| Mali                 | 1   |
| Filipinas            | 1   |
| Arabia Saudita       | 1   |
| Eslovenia            | 1   |
| Vietnam              | 1   |

## Colaboradores
Jason Solomons, quien escribe columnas de películas para The Observer y The Mail on Sunday, contribuyó con el prólogo del libro; a partir de la edición del "quinto aniversario", más de 70 críticos contribuyeron con ensayos (de hasta 500 palabras) sobre las películas, entre ellos: Geoff Andrew, Linda Badley, Kathryn Bergeron, Garrett Chaffin-Quiway, Roumiana Deltcheva, Nezih Erdogan, Jean-Michel Frodon, Chris Fujiwara, Tom Gunning, Ernest Hardy, Aniko Imre, Kyung Hyun Kim, Frank Lafond, Adrian Martin, Kim Newman, Devin Orgeron, Marsha Orgeron, Richard Peña, Margaret Pomeranz, Jonathan Rosenbaum, David Stratton, Adisakdi Tantimedh, Michael Tapper, Sam Umland, Matt Venne, Ginette Vincendeau, Andy Willis y Josephine Woll.

## Ediciones
- Schneider, Steven Jay, ed. (2015). 1001 películas que hay que ver antes de morir. Quintessence Editions (9th edición). Hauppauge, New York: Barron's Educational Series. pp. 960. ISBN 978-1844037339. OCLC 796279948. (cover: Birdman or (The Unexpected Virtue of Ignorance) in the paperback, a poster montage in the hardcover)
- Schneider, Steven Jay, ed. (2014). 1001 películas que hay que ver antes de morir. Quintessence Editions (7th edición). Hauppauge, New York: Barron's Educational Series. pp. 960. ISBN 978-1844037339. OCLC 796279948. (cover: Gravity)
- Schneider, Steven Jay, ed. (2013). 1001 películas que hay que ver antes de morir. Quintessence Editions (6th edición). Hauppauge, New York: Barron's Educational Series. pp. 960. ISBN 978-1844037339. OCLC 796279948. (cover: Life of Pi)
- Schneider, Steven Jay, ed. (2012). 1001 películas que hay que ver antes de morir. Quintessence Editions (5th edición). Hauppauge, New York: Barron's Educational Series. pp. 960. ISBN 978-1844037339. OCLC 796279948. (cover: Tinker Tailor Soldier Spy)
- Schneider, Steven Jay, ed. (2011). 1001 películas que hay que ver antes de morir. Quintessence Editions (4th edición). Hauppauge, New York: Barron's Educational Series. p. 960. ISBN 978-0-7641-6422-4. OCLC 729687278. (cover: Black Swan – US / Inception – UK)
- Schneider, Steven Jay, ed. (2010). 1001 películas que hay que ver antes de morir. Quintessence Editions (3rd updated edición). Hauppauge, New York: Barron's Educational Series. pp. 960. ISBN 978-1-84403-680-6. OCLC 645677397. (cover: Avatar)
- Schneider, Steven Jay, ed. (2009). 1001 películas que hay que ver antes de morir. Quintessence Editions (3rd updated edición). Hauppauge, New York: Barron's Educational Series. pp. 960. ISBN 978-1-84403-680-6. OCLC 403468162. (cover: The Dark Knight)
- Schneider, Steven Jay, ed. (2008). 1001 películas que hay que ver antes de morir. Quintessence Editions (5th Anniversary/3rd edición). Hauppauge, New York: Barron's Educational Series. pp. 960. ISBN 978-0-7641-6151-3. OCLC 213305397. (cover: Indiana Jones and the Temple of Doom)
- Schneider, Steven Jay, ed. (2007). 1001 películas que hay que ver antes de morir. Quintessence Editions (Updated 2nd edición). Hauppauge, New York: Barron's Educational Series. pp. 960. ISBN 978-0-7641-5907-7. OCLC 271666651. (cover: Return of the Jedi)
- Schneider, Steven Jay, ed. (2005). 1001 películas que hay que ver antes de morir. Quintessence Editions (2nd edición). Hauppauge, New York: Barron's Educational Series. pp. 960. ISBN 978-0-7641-5907-7. OCLC 225055129. (cover: The Shining)
- Schneider, Steven Jay, ed. (2003). 1001 películas que hay que ver antes de morir. Quintessence Editions (1st edición). Hauppauge, New York: Barron's Educational Series. pp. 960. ISBN 978-0-7641-5701-1. OCLC 717072823. (cover: Psycho / Pulp Fiction)
- Schneider, Steven Jay, ed. (2003). 1001 películas que hay que ver antes de morir. Quintessence Editions. Sydney: ABC Books for Australian Broadcasting Corp. p. 960. ISBN 978-0-7333-1315-8. OCLC 62539484. (cover: Psycho)

Source: WorldCat